# 2011 en els vols espacials
Aquest article és una llista d'esdeveniments de vols espacials relacionats que es van produir el 2011. Durant aquest any es va veure una sèrie d'esdeveniments significatius en els vols espacials, inclosa la jubilació del transbordador espacial de la NASA després del seu vol final al juliol, i el llançament del primer mòdul xinès a l'estació espacial, el Tiangong-1, al setembre. Els coets de càrrega Zenit-3F i Llarga Marxa 2F/G van realitzar els seus vols inaugurals, mentre que el Delta II Heavy en va fer l'últim.

## Descripció general dels llançaments orbitals
El 2011, es van intentar realitzar un total de 84 llançaments orbitals, amb 78 registrats com a èxits; 80 llançaments van assolir l'òrbita. 35 llançaments es van realitzar utilitzant antics coets soviètics i russos, mentre que la Xina va llançar 19 coets, i els Estats Units van posar en marxa 18. Europa va dur a terme cinc llançaments, Índia i Japó van llançar tres coets cadascun, i l'Iran va dur a terme un llançament.

### Vol espacial tripulat
Es van realitzar set vols espacials tripulats – quatre Soiuz i tres missions del transbordador espacial, transportant un total de 28 astronautes i cosmonautes a l'òrbita. A principis d'any, la tripulació de l'Expedició 26 estava a bord de l'Estació Espacial Internacional (ISS). El primer vol espacial tripulat del 2011 va ser el STS-133, el vol final del transbordador espacial Discovery, que va ser llançat des del Kennedy Space Center el 24 de febrer. El STS-133 va transportar el Leonardo, l'últim mòdul pressuritzat americà de l'ISS, per a ser instal·lat. El Discovery va tornar a la Terra el 9 de març.
El 16 de març, l'Expedició 27 va començar a bord del ISS amb la sortida de la nau Soiuz TMA-01M, que havia estat acoblat des d'octubre del 2010. Al 4 d'abril, es va llançar el Soiuz TMA-21 cap a l'estació espacial, lliurant tres membres de la tripulació. El 16 de maig, el transbordador espacial Endeavour es va llançar cap a l'estació espacial com a missió final d'aquest vehicle, el STS-134, descarregant i instal·lant l'Espectròmetre Alfa Magnètic, abans de tornar cap a la Terra l'1 de juny. L'Expedició 28 va començar a bord de la ISS el 23 de maig amb la sortida de la Soiuz TMA-20, que havia estat posat en marxa el desembre del 2010, i es va aterrar a la matinada del 24 de maig. Tres tripulants més es van llançar cap a l'estació espacial a bord del Soiuz TMA-02M el 7 de juny.
La missió final del transbordador espacial, el STS-135, va començar el 8 de juliol amb el llançament del transbordador espacial Atlantis, amb subministraments per a l'Estació Espacial Internacional a bord del mòdul logístic multipropòsit (MPLM en anglès) Raffaello. Després de portar subministraments a l'estació espacial, el Atlantis va tornar a la Terra, aterrant en el Shuttle Landing Facility del Kennedy Space Center a les 09:57 UTC el 21 de juliol, i finalitzant trenta anys d'operacions del transbordador espacial. Dos dies abans d'aterrar, el Atlantis va desplegar el PSSC-2, l'últim satèl·lit a ser llançat des d'un transbordador espacial.
El 29 de setembre, la Xina va llançar el seu primer mòdul a l'estació espacial, el Tiangong-1, que va ser col·locat en òrbita per un coet de llançament Llarga Marxa 2F/G des del Jiuquan Satellite Launch Centre. Encara que no hi va haver missions tripulades del Tiangong-1 l'any 2011, la nau no tripulada Shenzhou 8, que va ser llançada el 31 d'octubre, es va acoblar dues vegades amb el mòdul per provar els seus sistemes abans d'un acoblament tripulat planificat pel 2012.
L'Expedició 28 va finalitzar, i va començar l'Expedició 29, amb el desacoblament del Soiuz TMA-21 el 16 de setembre. El llançament del Soiuz TMA-22 no va tenir lloc fins al 14 de novembre, que havia estat retardat per problemes de fiabilitat al voltant del coet Soiuz després d'un error de llançament no tripulat a l'agost. Una setmana després, el Soiuz TMA-02M va ser desacoblat, començat l'Edition 30, amb l'aterrament de la nau Soiuz el 22 de novembre. El vol tripulat final de l'any va ser el 21 de desembre, quan la Soiuz TMA-03M es va posar en marxa per portar a altres tres membres de la tripulació a la ISS.

### Exploració no tripulada
El 2011 es van començar nombroses missions científiques d'exploració. Al març, la sonda MESSENGER va esdevenir el primer satèl·lit artificial del planeta Mercuri. El juliol, la sonda Dawn fou el primer satèl·lit artificial de l'asteroide 4 Vesta. Al novembre, el Mars Science Laboratory que, al mateix temps, es va llançar l'astromòbil robòtic més gran mai construït.

### Errors de llançament
Aquest any, es van realitzar sis llançaments orbitals fracassats, quatre dels quals no van poder arribar a l'òrbita i els dos restants van arribar a òrbites més baixes del que s'esperava. El primer error va ocórrer l'1 de febrer, quan un Rókot amb un Briz-KM d'etapa superior, va substituir el Kosmos 2470 en una òrbita inútil, de la qual no es va poder recuperar. El problema va ser informat posteriorment com a error de programari en el Briz-KM.
El següent error de llançament va succeir el 4 de març, quan la càrrega del Taurus-XL va fracassar en separar-se, donant com a resultat el coet ser massa pesant per arribar a l'òrbita. El satèl·lit d'investigació climàtica Glory, juntament amb el KySat-1, Hermes i Explorer-1 [PRIME] Els CubeSats es van perdre en l'incident. El llançament anterior del Taurus-XL, portant el Orbiting Carbon Observatory el febrer del 2009, també va fracassar a causa del fet que la càrrega no es va separar.
No hi va haver més incidents de llançaments fins a mitjans d'agost, en una sola setmana, van fracassar tres llançaments orbitals consecutius, començant al 17 d'agost, un Proton-M/Briz-M que es va llançar des del Cosmòdrom de Baikonur, transportant el satèl·lit de comunicacions Ekspress-AM4. Al matí del 18 d'agost, l'etapa superior del coet va fallar en conduir la fase quarta a la cinquena a causa d'un mal funcionament en el sistema de control d'altitud, deixant la nau en una òrbita d'estacionament. Més tard en el mateix dia, es va llançar un Llarga Marxa 2C de Jiuquan transportant el satèl·lit Shijian XI-04. En aquest llançament hi va haver un error estructural en la base del motor de la segona etapa resultant en una pèrdua del control, i el coet no va poder arribar a l'òrbita. Finalment, el 24 d'agost, una Soiuz-U transportant la nau de càrrega Progress M-12M cap a l'Estació Espacial Internacional va patir un error en el motor de la tercera etapa i també va fracassar en assolir l'òrbita.
L'últim incient en els llançaments del 2011 va tenir lloc el 23 de desembre, quan un Soiuz-2-1b/Fregat transportant el satèl·lit Meridian 5 va fracassar en assolir l'òrbita a causa d'un malfuncionament de la tercera etapa. Van caure trossos del vehicle sobre Novosibirsk Oblast, i una part va colpejar una casa; no obstant, no es van registrar víctimes.
Al novembre, la sonda russa amb recull de mostres Fobos-Grunt cap a Mart va experimentar un malfuncionament postllançament i es va quedar atrapat en òrbita. La nau, que va ser el primer intent de Rússia d'una missió interplanetària des de la missió Mars 96, l'any 1996. Es va desintegrar sobre l'oceà Pacífic el 15 de gener de 2012. La sonda marciana xinesa Yinghuo-1, va ser transportada pel mateix coet que el Fobos-Grunt, que també va ser perduda en l'incident.

## Llançaments
| Data i hora (UTC)       | Coet | Coet                                                | Plataforma de llançament                        | Plataforma de llançament                             | LSP                                                    | LSP                                                    |
| ----------------------- | --- | --------------------------------------------------- | ----------------------------------------------- | ---------------------------------------------------- | ------------------------------------------------------ | ------------------------------------------------------ |
| Data i hora (UTC)       | Càrrega útil | Operador                                            | Òrbita                                          | Funció                                               | Deteriorament (UTC)                                    | Resultat                                               |
| Data i hora (UTC)       | Comentaris |                                                     |                                                 |                                                      |                                                        |                                                        |
| Gener                   | |                                                     |                                                 |                                                      |                                                        |                                                        |
| 20 de gener 12:29:01    | Ucraïna - Zenit-3F | Ucraïna - Zenit-3F                                  | Kazakhstan - Baikonur Site 45/1                 | Kazakhstan - Baikonur Site 45/1                      | Rússia - Roskosmos                                     | Rússia - Roskosmos                                     |
| 20 de gener 12:29:01    | Rússia - Elektro-L No.1 | Roskosmos                                           | Geoestacionària                                 | Clima                                                | En òrbita                                              | Operacional                                            |
| 20 de gener 12:29:01    | Vol inaugural del Zenit-3F |                                                     |                                                 |                                                      |                                                        |                                                        |
| 20 de gener 21:10       | Estats Units - Delta IV-H | Estats Units - Delta IV-H                           | Estats Units - Vandenberg SLC-6                 | Estats Units - Vandenberg SLC-6                      | Estats Units - United Launch Alliance                  | Estats Units - United Launch Alliance                  |
| 20 de gener 21:10       | Estats Units - USA-224 (KH-11) | NRO                                                 | Òrbita baixa                                    | Òptic/Imatgeria                                      | En òrbita                                              | Operacional                                            |
| 20 de gener 21:10       | Llançament núm. 49 del NRO, primer llançament de Delta IV Heavy des de Vandenberg |                                                     |                                                 |                                                      |                                                        |                                                        |
| 22 de gener 05:37:57    | Japó - H-IIB 304 | Japó - H-IIB 304                                    | Japó - Tanegashima LA-Y2                        | Japó - Tanegashima LA-Y2                             | Japó - Mitsubishi                                      | Japó - Mitsubishi                                      |
| 22 de gener 05:37:57    | Japó - Kounotori 2 (HTV-2) | JAXA                                                | Òrbita baixa (ISS)                              | Logística                                            | 30 de març                                             | Reeixit                                                |
| 22 de gener 06:10       | Estats Units - Terrier-Oriole | Estats Units - Terrier-Oriole                       | Estats Units - Wallops Island                   | Estats Units - Wallops Island                        | Estats Units - MDA                                     | Estats Units - MDA                                     |
| 22 de gener 06:10       | Estats Units - Aegis Radar Test | MDA                                                 | Suborbital                                      | Radars                                               | 22 de gener                                            | Reeixit                                                |
| 22 de gener 06:10       | Objectiu de l'Aegis Radar, no interceptat, Apogeu: 100 km |                                                     |                                                 |                                                      |                                                        |                                                        |
| 28 de gener 01:31:41    | Rússia - Soiuz-U | Rússia - Soiuz-U                                    | Kazakhstan - Baikonur Site 1/5                  | Kazakhstan - Baikonur Site 1/5                       | Rússia - Roskosmos                                     | Rússia - Roskosmos                                     |
| 28 de gener 01:31:41    | Rússia - Progress M-09M | Roskosmos                                           | Òrbita baixa (ISS)                              | Logística                                            | 26 d'abril 13:22:53                                    | Reeixit                                                |
| 28 de gener 01:31:41    | Rússia - Kedr | RKK Enérguia                                        | Òrbita baixa                                    | Ràdio novell                                         | 4 de gener 2012                                        | Reeixit                                                |
| 28 de gener 10:46:00    | Canadà - Black Brant IX | Canadà - Black Brant IX                             | Estats Units - Poker Flat                       | Estats Units - Poker Flat                            | Estats Units - NASA                                    | Estats Units - NASA                                    |
| 28 de gener 10:46:00    | Estats Units - FIRE | Colorado                                            | Suborbital                                      | Astronomia                                           | 28 de gener                                            | Error del vehicle                                      |
| Febrer                  | |                                                     |                                                 |                                                      |                                                        |                                                        |
| 1 de febrer 14:00       | Rússia - Rókot/Briz-KM | Rússia - Rókot/Briz-KM                              | Rússia - Plesetsk Site 133/3                    | Rússia - Plesetsk Site 133/3                         | Rússia - VKS                                           | Rússia - VKS                                           |
| 1 de febrer 14:00       | Rússia - Kosmos 2470 (Geo-IK-2 No.11) | VKS                                                 | Òrbita baixa                                    | Geodèsia                                             | En òrbita                                              | Error de llançament                                    |
| 1 de febrer 14:00       | Hi va haver un malfuncionament en l'etapa superior a causa de problemes amb el programari de vol, va arribar a una òrbita més baixa del previst |                                                     |                                                 |                                                      |                                                        |                                                        |
| 5 de febrer 08:11:11    | Canadà - Black Brant IX | Canadà - Black Brant IX                             | Estats Units - Poker Flat                       | Estats Units - Poker Flat                            | Estats Units - NASA                                    | Estats Units - NASA                                    |
| 5 de febrer 08:11:11    | Estats Units - Polar NOx | VPI                                                 | Suborbital                                      | Geoespai                                             | 5 de febrer                                            | Error del vehicle                                      |
| 6 de febrer 12:26       | Estats Units - Minotaur I | Estats Units - Minotaur I                           | Estats Units - Vandenberg SLC-8                 | Estats Units - Vandenberg SLC-8                      | Estats Units - Orbital                                 | Estats Units - Orbital                                 |
| 6 de febrer 12:26       | Estats Units - USA-225 (RPP) | NRO                                                 | Òrbita baixa                                    | Tecnologia                                           | En òrbita                                              | Operacional                                            |
| 6 de febrer 12:26       | Llançament del NRO núm. 66 |                                                     |                                                 |                                                      |                                                        |                                                        |
| 16 de febrer 21:50      | Europa - Ariane 5ES | Europa - Ariane 5ES                                 | França - Kourou ELA-3                           | França - Kourou ELA-3                                | França - Arianespace                                   | França - Arianespace                                   |
| 16 de febrer 21:50      | Europa - Johannes Kepler ATV | ESA                                                 | Òrbita baixa (ISS)                              | Logística                                            | 21 de juny                                             | Reeixit                                                |
| 24 de febrer 21:53:24   | Estats Units - Transbordador espacial Discovery - | Estats Units - Transbordador espacial Discovery -   | Estats Units - Kennedy LC-39A                   | Estats Units - Kennedy LC-39A                        | Estats Units - United Space Alliance                   | Estats Units - United Space Alliance                   |
| 24 de febrer 21:53:24   | Estats Units - STS-133 | NASA                                                | Òrbita baixa (ISS)                              | Logística                                            | 9 de març 16:57:17                                     | Reeixit                                                |
| 24 de febrer 21:53:24   | Nacions Unides - Leonardo (PMM) | ASI/NASA                                            | Òrbita baixa (ISS)                              | mòdul de la ISS                                      | En òrbita                                              | Operacional                                            |
| 24 de febrer 21:53:24   | Nacions Unides - ExPRESS-4 | NASA                                                | Òrbita baixa (ISS)                              | ISS Logística                                        | En òrbita                                              | Operacional                                            |
| 24 de febrer 21:53:24   | Vol tripulat, vol final del Discovery. |                                                     |                                                 |                                                      |                                                        |                                                        |
| 26 de febrer 03:07      | Rússia - Soiuz-2.1b/Fregat | Rússia - Soiuz-2.1b/Fregat                          | Rússia - Plesetsk Site 43/4                     | Rússia - Plesetsk Site 43/4                          | Rússia - RVSN                                          | Rússia - RVSN                                          |
| 26 de febrer 03:07      | Rússia - Kosmos 2471 (Glonass-K1) | VKS                                                 | Òrbita mitjana                                  | Navegació                                            | En òrbita                                              | Reeixit                                                |
| Febrer                  | Iran - Shahab-3 | Iran - Shahab-3                                     | Iran                                            | Iran                                                 | Iran - IRGC                                            | Iran - IRGC                                            |
| Febrer                  | | IGRC                                                | Suborbital                                      | Prova de míssils                                     | Febrer                                                 | Reeixit                                                |
| Febrer                  | Iran - Sejjil-2 | Iran - Sejjil-2                                     | Iran                                            | Iran                                                 | Iran - IRGC                                            | Iran - IRGC                                            |
| Febrer                  | | IGRC                                                | Suborbital                                      | Prova de míssils                                     | Febrer                                                 | Reeixit                                                |
| Març                    | |                                                     |                                                 |                                                      |                                                        |                                                        |
| 1 de març 21:00         | Estats Units - UGM-133 Trident II D5 | Estats Units - UGM-133 Trident II D5                | Estats Units - USS Nevada, Oceà Pacífic         | Estats Units - USS Nevada, Oceà Pacífic              | Estats Units - Marina dels Estats Units d'Amèrica      | Estats Units - Marina dels Estats Units d'Amèrica      |
| 1 de març 21:00         | | Marina dels Estats Units d'Amèrica                  | Suborbital                                      | Prova de míssils                                     | 1 de març                                              | Reeixit                                                |
| 1 de març 21:00         | Demostració i Shakedown Operation 22 (DASO-22) |                                                     |                                                 |                                                      |                                                        |                                                        |
| 2 de març 13:40         | Estats Units - Juno | Estats Units - Juno                                 | Estats Units - Fort Wingate LC-96               | Estats Units - Fort Wingate LC-96                    | Estats Units - Exèrcit dels Estats Units d'Amèrica     | Estats Units - Exèrcit dels Estats Units d'Amèrica     |
| 2 de març 13:40         | | Exèrcit dels Estats Units d'Amèrica                 | Suborbital                                      | Objectiu                                             | 2 de març                                              | Reeixit                                                |
| 2 de març 13:40         | Objectiu per la prova de MIM-104 Patriot PAC-3 MSE, interceptat amb èxit |                                                     |                                                 |                                                      |                                                        |                                                        |
| 4 de març 10:09:43      | Estats Units - Taurus-XL 3110 | Estats Units - Taurus-XL 3110                       | Estats Units - Vandenberg LC-576E               | Estats Units - Vandenberg LC-576E                    | Estats Units - Orbital Sciences                        | Estats Units - Orbital Sciences                        |
| 4 de març 10:09:43      | Estats Units - Glory | NASA                                                | Destinat: Heliosíncrona                         | Climatologia                                         | 4 de març                                              | Error de llançament                                    |
| 4 de març 10:09:43      | Estats Units - KySat-1 | Kentucky Space                                      | Destinat: Òrbita baixa                          | Tecnologia                                           | 4 de març                                              | Error de llançament                                    |
| 4 de març 10:09:43      | Estats Units - Hermes | Colorado                                            | Destinat: Òrbita baixa                          | Tecnologia                                           | 4 de març                                              | Error de llançament                                    |
| 4 de març 10:09:43      | Estats Units - Explorer-1 [PRIME] | Montana                                             | Destinat: Òrbita baixa                          | Radiació                                             | 4 de març                                              | Error de llançament                                    |
| 4 de març 10:09:43      | Totes les càrregues de CubeSats excepte el Glory, que hauria estat part de la xarxa de satèl·lits A-train. Van fracassar en separar-se del coet. |                                                     |                                                 |                                                      |                                                        |                                                        |
| 5 de març 22:46         | Estats Units - Atlas V 501 | Estats Units - Atlas V 501                          | Estats Units - Cape Canaveral SLC-41            | Estats Units - Cape Canaveral SLC-41                 | Estats Units - United Launch Alliance                  | Estats Units - United Launch Alliance                  |
| 5 de març 22:46         | Estats Units - USA-226 (X-37B FLT-2) | Força Aèria dels Estats Units d'Amèrica             | Òrbita baixa                                    | Tecnologia                                           | 16 de juny 2012 12:48                                  | Reeixit                                                |
| 9 de març               | Estats Units - Terrier-Oriole | Estats Units - Terrier-Oriole                       | Estats Units - Kauai                            | Estats Units - Kauai                                 | Estats Units - MDA                                     | Estats Units - MDA                                     |
| 9 de març               | Estats Units - ARAV-B | MDA                                                 | Suborbital                                      | Radars                                               | 9 de març                                              | Reeixit                                                |
| 9 de març               | Registrat per satèl·lits STSS |                                                     |                                                 |                                                      |                                                        |                                                        |
| 11 de març 23:38        | Estats Units - Delta IV-M+ (4,2) | Estats Units - Delta IV-M+ (4,2)                    | Estats Units - Cape Canaveral SLC-37B           | Estats Units - Cape Canaveral SLC-37B                | Estats Units - United Launch Alliance                  | Estats Units - United Launch Alliance                  |
| 11 de març 23:38        | Estats Units - USA-227 (SDS) | NRO                                                 | Geosíncrona                                     |                                                      | En òrbita                                              | Operacional                                            |
| 11 de març 23:38        | Llançament 27 del NRO |                                                     |                                                 |                                                      |                                                        |                                                        |
| 15 de març              | Iran - Kavoshgar | Iran - Kavoshgar                                    | Iran - Semnan                                   | Iran - Semnan                                        | Iran - ISA                                             | Iran - ISA                                             |
| 15 de març              | Iran - Kavoshgar-4 | ISA                                                 | Suborbital                                      | Biològic                                             | 15 de març                                             | Reeixit                                                |
| 15 de març              | Apogeu: 120 km |                                                     |                                                 |                                                      |                                                        |                                                        |
| 16 de març              | Estats Units - Terrier-Oriole | Estats Units - Terrier-Oriole                       | Estats Units - Kauai                            | Estats Units - Kauai                                 | Estats Units - MDA                                     | Estats Units - MDA                                     |
| 16 de març              | Estats Units - ARAV-B | MDA                                                 | Suborbital                                      | Radars                                               | 16 de març                                             | Reeixit                                                |
| 16 de març              | Registrat per ambdós satèl·lits STSS Demo |                                                     |                                                 |                                                      |                                                        |                                                        |
| 23 de març 18:50:00     | Canadà - Black Brant IX | Canadà - Black Brant IX                             | Estats Units - White Sands                      | Estats Units - White Sands                           | Estats Units - NASA                                    | Estats Units - NASA                                    |
| 23 de març 18:50:00     | Estats Units | Colorado                                            | Suborbital                                      | Calibratge del SDO                                   | 23 de març                                             | Reeixit                                                |
| 29 de març 04:01        | Brasil - VSB-30 | Brasil - VSB-30                                     | Suècia - Esrange                                | Suècia - Esrange                                     | Europa - EuroLaunch                                    | Europa - EuroLaunch                                    |
| 29 de març 04:01        | Alemanya Europa - TEXUS-49 | DLR/ESA                                             | Suborbital                                      | Microgravetat                                        | 29 de març                                             | Reeixit                                                |
| 29 de març 04:01        | Apogeu: 268 km |                                                     |                                                 |                                                      |                                                        |                                                        |
| Abril                   | |                                                     |                                                 |                                                      |                                                        |                                                        |
| 4 d'abril 22:18:20      | Rússia - Soiuz-FG | Rússia - Soiuz-FG                                   | Kazakhstan - Baikonur Site 1/5                  | Kazakhstan - Baikonur Site 1/5                       | Rússia - Roskosmos                                     | Rússia - Roskosmos                                     |
| 4 d'abril 22:18:20      | Rússia - Soiuz TMA-21 | Roskosmos                                           | Òrbita baixa (ISS)                              | ISS Expedition 27/28                                 | 16 de setembre 03:59:39                                | Reeixit                                                |
| 9 d'abril 20:47:04      | Xina - Llarga Marxa 3A | Xina - Llarga Marxa 3A                              | Xina - Xichang LA-2                             | Xina - Xichang LA-2                                  | Xina - CNSA                                            | Xina - CNSA                                            |
| 9 d'abril 20:47:04      | Xina - Compass-IGSO3 | CNSA                                                | Geosíncrona                                     | Navegació                                            | En òrbita                                              | Operacional                                            |
| 14 d'abril 04:24        | Estats Units - Atlas V 411 | Estats Units - Atlas V 411                          | Estats Units - Vandenberg SLC-3E                | Estats Units - Vandenberg SLC-3E                     | Estats Units - United Launch Alliance                  | Estats Units - United Launch Alliance                  |
| 14 d'abril 04:24        | Estats Units - USA-229 (NOSS) | NRO                                                 | Òrbita baixa                                    |                                                      | En òrbita                                              | Operacional                                            |
| 14 d'abril 04:24        | Estats Units - USA-229 (NOSS) | NRO                                                 | Òrbita baixa                                    |                                                      | En òrbita                                              | Operacional                                            |
| 14 d'abril 04:24        | Llançament del NRO núm. 34 |                                                     |                                                 |                                                      |                                                        |                                                        |
| 15 d'abril 06:52        | Estats Units - UGM-96 Trident I C4 (LV-2) | Estats Units - UGM-96 Trident I C4 (LV-2)           | Illes Marshall - Meck                           | Illes Marshall - Meck                                | Estats Units - MDA                                     | Estats Units - MDA                                     |
| 15 d'abril 06:52        | | MDA                                                 | Suborbital                                      | Prova ABM                                            | 15 d'abril                                             | Reeixit                                                |
| 15 d'abril 07:03        | Estats Units - RIM-161 Standard Missile 3 | Estats Units - RIM-161 Standard Missile 3           | Estats Units - USS O'Kane, Oceà Pacífic         | Estats Units - USS O'Kane, Oceà Pacífic              | Estats Units - Marina dels Estats Units d'Amèrica      | Estats Units - Marina dels Estats Units d'Amèrica      |
| 15 d'abril 07:03        | Estats Units - FTM-15 | Marina dels Estats Units d'Amèrica                  | Suborbital                                      | Prova ABM                                            | 15 d'abril                                             | Reeixit                                                |
| 15 d'abril 07:03        | Primera intercepció d'un IRBM per un SM-3 (FTM-15 Stellar Charon) |                                                     |                                                 |                                                      |                                                        |                                                        |
| 20 d'abril 04:42        | Índia - PSLV | Índia - PSLV                                        | Índia - Satish Dhawan FLP                       | Índia - Satish Dhawan FLP                            | Índia - ISRO                                           | Índia - ISRO                                           |
| 20 d'abril 04:42        | Índia - Resourcesat-2 | ISRO                                                | Òrbita baixa                                    | Teledetecció                                         | En òrbita                                              | Operacional                                            |
| 20 d'abril 04:42        | Índia Rússia - YouthSat | ISRO/MGU                                            | Òrbita baixa                                    | Científic                                            | En òrbita                                              | Operacional                                            |
| 20 d'abril 04:42        | Singapur - X-Sat | CREST                                               | Òrbita baixa                                    |                                                      | En òrbita                                              | Operacional                                            |
| 22 d'abril 21:37        | Europa - Ariane 5ECA | Europa - Ariane 5ECA                                | França - Kourou ELA-3                           | França - Kourou ELA-3                                | França - Arianespace                                   | França - Arianespace                                   |
| 22 d'abril 21:37        | Emirats Àrabs Units - Yahsat 1A | Yahsat                                              | Geosíncrona                                     | Comunicacions                                        | En òrbita                                              | Operacional                                            |
| 22 d'abril 21:37        | Nacions Unides - New Dawn | Intelsat                                            | Geosíncrona                                     | Comunicacions                                        | En òrbita                                              | Error parcial del vehicle                              |
| 22 d'abril 21:37        | No es va poder desplegar C-Band del New Dawn |                                                     |                                                 |                                                      |                                                        |                                                        |
| 26 d'abril              | Rússia - R-29RMU Sineva | Rússia - R-29RMU Sineva                             | Rússia - K-84 Ekaterinburg, Barents Sea         | Rússia - K-84 Ekaterinburg, Barents Sea              | Rússia - VMF                                           | Rússia - VMF                                           |
| 26 d'abril              | | VMF                                                 | Suborbital                                      | Prova de míssils                                     | 26 d'abril                                             | Reeixit                                                |
| 27 d'abril 08:00:00     | Canadà - Black Brant IX | Canadà - Black Brant IX                             | Estats Units - Poker Flat                       | Estats Units - Poker Flat                            | Estats Units - NASA                                    | Estats Units - NASA                                    |
| 27 d'abril 08:00:00     | Estats Units | WFF                                                 | Suborbital                                      | Vol de proves                                        | 27 d'abril                                             | Reeixit                                                |
| 27 d'abril 13:05:21     | Rússia - Soiuz-U | Rússia - Soiuz-U                                    | Kazakhstan - Baikonur                           | Kazakhstan - Baikonur                                | Rússia - Roskosmos                                     | Rússia - Roskosmos                                     |
| 27 d'abril 13:05:21     | Rússia - Progress M-10M | Roskosmos                                           | Òrbita baixa (ISS)                              | Logística                                            | 29 d'octubre 13:00:31                                  | Reeixit                                                |
| Maig                    | |                                                     |                                                 |                                                      |                                                        |                                                        |
| 4 de maig 17:41:33      | Rússia - Soiuz-2.1a/Fregat | Rússia - Soiuz-2.1a/Fregat                          | Rússia - Plesetsk Site 43/4                     | Rússia - Plesetsk Site 43/4                          | Rússia - RVSN                                          | Rússia - RVSN                                          |
| 4 de maig 17:41:33      | Rússia - Meridian 4 | VKS                                                 | Òrbita mitjana                                  | Comunicacions                                        | En òrbita                                              | Operacional                                            |
| 6 de maig 23:02         | Xina - Tianying 3C | Xina - Tianying 3C                                  | Xina - Hainan                                   | Xina - Hainan                                        | Xina - CNSA                                            | Xina - CNSA                                            |
| 6 de maig 23:02         | Xina - Kunpeng-1 | CSSAR                                               | Suborbital                                      | Environment monitoring                               | 23:09                                                  | Reeixit                                                |
| 6 de maig 23:02         | Apogeu: 196.6 km. |                                                     |                                                 |                                                      |                                                        |                                                        |
| 7 de maig 18:10         | Estats Units - Atlas V 401 | Estats Units - Atlas V 401                          | Estats Units - Cape Canaveral SLC-41            | Estats Units - Cape Canaveral SLC-41                 | Estats Units - United Launch Alliance                  | Estats Units - United Launch Alliance                  |
| 7 de maig 18:10         | Estats Units - USA-230 (SBIRS-GEO 1) | Força Aèria dels Estats Units d'Amèrica             | Geosíncrona                                     | Defensa de míssils                                   | En òrbita                                              | Operacional                                            |
| 11 de maig 18:00        | Estats Units - Improved Orion | Estats Units - Improved Orion                       | Brasil - Barreira do Inferno                    | Brasil - Barreira do Inferno                         | Brasil - AEB                                           | Brasil - AEB                                           |
| 11 de maig 18:00        | | INPE                                                | Suborbital                                      | Microgravetat                                        | 11 de maig                                             | Reeixit                                                |
| 16 de maig 12:56        | Estats Units - Transbordador espacial Endeavour | Estats Units - Transbordador espacial Endeavour     | Estats Units - Kennedy LC-39A                   | Estats Units - Kennedy LC-39A                        | Estats Units - United Space Alliance                   | Estats Units - United Space Alliance                   |
| 16 de maig 12:56        | Estats Units - STS-134 | NASA                                                | Òrbita baixa (ISS)                              | Logística                                            | 1 de juny 06:35                                        | Reeixit                                                |
| 16 de maig 12:56        | Nacions Unides - AMS-02 | NASA                                                | Òrbita baixa (ISS)                              | Component de la ISS (Estació espacial internacional) | En òrbita                                              | Operacional                                            |
| 16 de maig 12:56        | Nacions Unides - ExPRESS-3 | NASA                                                | Òrbita baixa (ISS)                              | ISS Logística                                        | En òrbita                                              | Operacional                                            |
| 16 de maig 12:56        | Vol tripulat, vol final del Endeavour. |                                                     |                                                 |                                                      |                                                        |                                                        |
| 20 de maig 13:21        | Estats Units - SpaceLoft XL | Estats Units - SpaceLoft XL                         | Estats Units - Spaceport America                | Estats Units - Spaceport America                     | Estats Units - UP Aerospace                            | Estats Units - UP Aerospace                            |
| 20 de maig 13:21        | |                                                     | Suborbital                                      | Tecnologia                                           | 20 de maig                                             | Reeixit                                                |
| 20 de maig 13:21        | Estats Units - Goddard | Celestis                                            | Suborbital                                      | Sepultura espacial                                   | 20 de maig                                             | Reeixit                                                |
| 20 de maig 13:21        | Apogeu: 118.3 km, recuperat amb èxit. |                                                     |                                                 |                                                      |                                                        |                                                        |
| 20 de maig 14:50        | Rússia - R-29RMU2.1 Layner | Rússia - R-29RMU2.1 Layner                          | Rússia - K-84 Ekaterinburg, Barents Sea         | Rússia - K-84 Ekaterinburg, Barents Sea              | Rússia - VMF                                           | Rússia - VMF                                           |
| 20 de maig 14:50        | | VMF                                                 | Suborbital                                      | Prova de míssils                                     | 20 de maig                                             | Reeixit                                                |
| 20 de maig 14:50        | Vol inaugural del míssil Layner |                                                     |                                                 |                                                      |                                                        |                                                        |
| 20 de maig 19:15        | Rússia - Proton-M/Briz-M Enhanced | Rússia - Proton-M/Briz-M Enhanced                   | Kazakhstan - Baikonur                           | Kazakhstan - Baikonur                                | Rússia Estats Units - International Launch Services    | Rússia Estats Units - International Launch Services    |
| 20 de maig 19:15        | Canadà - Telstar 14R | Telesat                                             | Geosíncrona                                     | Comunicacions                                        | En òrbita                                              | Error parcial del vehicle                              |
| 20 de maig 19:15        | El segon panell solar va fracassar en desplegar-se a causa d'un cable enredat |                                                     |                                                 |                                                      |                                                        |                                                        |
| 20 de maig 20:38        | Europa - Ariane 5ECA | Europa - Ariane 5ECA                                | França - Kourou ELA-3                           | França - Kourou ELA-3                                | França - Arianespace                                   | França - Arianespace                                   |
| 20 de maig 20:38        | Singapur República de la Xina - ST-2 | SingTel/Chunghwa                                    | Geosíncrona                                     | Comunicacions                                        | En òrbita                                              | Operacional                                            |
| 20 de maig 20:38        | Índia - INSAT-4G/GSAT-8 | ISRO                                                | Geosíncrona                                     | Comunicacions                                        | En òrbita                                              | Operacional                                            |
| Juny                    | |                                                     |                                                 |                                                      |                                                        |                                                        |
| 7 de juny 02:12:45      | Rússia - Soiuz-FG | Rússia - Soiuz-FG                                   | Kazakhstan - Baikonur Site 1/5                  | Kazakhstan - Baikonur Site 1/5                       | Rússia - Roskosmos                                     | Rússia - Roskosmos                                     |
| 7 de juny 02:12:45      | Rússia - Soiuz TMA-02M | Roskosmos                                           | Òrbita terrestre baixa (ISS)                    | ISS Expedició 28/29                                  | 22 de novembre 02:26                                   | Reeixit                                                |
| 10 de juny 11:11:16     | Estats Units - Terrier-Orion | Estats Units - Terrier-Orion                        | Estats Units - Wallops Island                   | Estats Units - Wallops Island                        | Estats Units - NASA                                    | Estats Units - NASA                                    |
| 10 de juny 11:11:16     | Estats Units - SubTec IV | GSFC                                                | Suborbital                                      | Tecnologia                                           | 10 de juny                                             | Reeixit                                                |
| 10 de juny 14:20        | Estats Units - Delta II 7320 | Estats Units - Delta II 7320                        | Estats Units - Vandenberg SLC-2W                | Estats Units - Vandenberg SLC-2W                     | Estats Units - United Launch Alliance                  | Estats Units - United Launch Alliance                  |
| 10 de juny 14:20        | Argentina Estats Units - SAC-D | CONAE/NASA                                          | Òrbita baixa                                    | Oceanografia                                         | En òrbita                                              | Operacional                                            |
| 10 de juny 14:20        | Vol final planificat de la sèrie Delta II 7300, la nau transportava l'intrument Aquarius de la NASA |                                                     |                                                 |                                                      |                                                        |                                                        |
| 15 de juny 09:14        | Iran - Safir | Iran - Safir                                        | Iran - Semnan                                   | Iran - Semnan                                        | Iran - ISA                                             | Iran - ISA                                             |
| 15 de juny 09:14        | Iran - Rasad 1 | ISA                                                 | Òrbita baixa                                    | Òptic/Imatgeria                                      | 6 de juliol 2011                                       | Reeixit                                                |
| 20 de juny 16:13        | Xina - Llarga Marxa 3B | Xina - Llarga Marxa 3B                              | Xina - Xichang LA-2                             | Xina - Xichang LA-2                                  | Xina - CNSA                                            | Xina - CNSA                                            |
| 20 de juny 16:13        | Xina - Chinasat-10 | China Satcom                                        | Geosíncrona                                     | Comunicacions                                        | En òrbita                                              | Operacional                                            |
| 21 de juny 14:38        | Rússia - Soiuz-U | Rússia - Soiuz-U                                    | Kazakhstan - Baikonur                           | Kazakhstan - Baikonur                                | Rússia - Roskosmos                                     | Rússia - Roskosmos                                     |
| 21 de juny 14:38        | Rússia - Progress M-11M | Roskosmos                                           | Òrbita baixa (ISS)                              | Logística                                            | 1 de setembre 10:21:41                                 | Reeixit                                                |
| 22 de juny 13:35        | Estats Units - LGM-30G Minuteman III | Estats Units - LGM-30G Minuteman III                | Estats Units - Vandenberg LF-10                 | Estats Units - Vandenberg LF-10                      | Estats Units - Força Aèria dels Estats Units d'Amèrica | Estats Units - Força Aèria dels Estats Units d'Amèrica |
| 22 de juny 13:35        | | Força Aèria dels Estats Units d'Amèrica             | Suborbital                                      | Vol de proves                                        | 22 de juny                                             | Reeixit                                                |
| 23 de juny 10:18:00     | Estats Units - Terrier-Orion | Estats Units - Terrier-Orion                        | Estats Units - Wallops Island                   | Estats Units - Wallops Island                        | Estats Units - NASA                                    | Estats Units - NASA                                    |
| 23 de juny 10:18:00     | Estats Units - RockOn | Colorado                                            | Suborbital                                      | Experiments estudiantils                             | 23 de juny                                             | Reeixit                                                |
| 27 de juny 16:00        | Rússia - Soiuz-U | Rússia - Soiuz-U                                    | Rússia - Plesetsk                               | Rússia - Plesetsk                                    | Rússia - VKS                                           | Rússia - VKS                                           |
| 27 de juny 16:00        | Rússia - Kosmos 2472 (Kobalt-M No.7) | VKS                                                 | Òrbita baixa                                    | Vigilància òptica                                    | 24 d'octubre                                           | Reeixit                                                |
| 28 de juny 11:55        | Rússia - RSM-56 Bulava | Rússia - RSM-56 Bulava                              | Rússia - K-535 Yuri Dolgorukiy, Mar Blanca      | Rússia - K-535 Yuri Dolgorukiy, Mar Blanca           | Rússia - VMF                                           | Rússia - VMF                                           |
| 28 de juny 11:55        | | VMF                                                 | Suborbital                                      | Prova de míssils                                     | 28 de juny                                             | Reeixit                                                |
| 28 de juny              | Iran - Shahab-1 | Iran - Shahab-1                                     | Iran - Iran                                     | Iran - Iran                                          | Iran - IRGC                                            | Iran - IRGC                                            |
| 28 de juny              | | IGRC                                                | Suborbital                                      | Prova de míssils                                     | 28 de juny                                             | Reeixit                                                |
| 28 de juny              | Part d'un exercici amb 14 llançaments de míssils, Apogeu: 100 km |                                                     |                                                 |                                                      |                                                        |                                                        |
| 28 de juny              | Iran - Shahab-1 | Iran - Shahab-1                                     | Iran - Iran                                     | Iran - Iran                                          | Iran - IGRC                                            | Iran - IGRC                                            |
| 28 de juny              | | IRGC                                                | Suborbital                                      | Prova de míssils                                     | 28 de juny                                             | Reeixit                                                |
| 28 de juny              | Part d'un exercici amb 14 llançaments de míssils, Apogeu: 100 km |                                                     |                                                 |                                                      |                                                        |                                                        |
| 28 de juny              | Iran - Shahab-2 | Iran - Shahab-2                                     | Iran - Iran                                     | Iran - Iran                                          | Iran - IRGC                                            | Iran - IRGC                                            |
| 28 de juny              | | IRGC                                                | Suborbital                                      | Prova de míssils                                     | 28 de juny                                             | Reeixit                                                |
| 28 de juny              | Part d'un exercici amb 14 llançaments de míssils, Apogeu: 100 km |                                                     |                                                 |                                                      |                                                        |                                                        |
| 28 de juny              | Iran - Shahab-2 | Iran - Shahab-2                                     | Iran - Iran                                     | Iran - Iran                                          | Iran - IRGC                                            | Iran - IRGC                                            |
| 28 de juny              | | IRGC                                                | Suborbital                                      | Prova de míssils                                     | 28 de juny                                             | Reeixit                                                |
| 28 de juny              | Part d'un exercici amb 14 llançaments de míssils, Apogeu: 100 km |                                                     |                                                 |                                                      |                                                        |                                                        |
| 28 de juny              | Iran - Ghadr-1 | Iran - Ghadr-1                                      | Iran - Iran                                     | Iran - Iran                                          | Iran - IRGC                                            | Iran - IRGC                                            |
| 28 de juny              | | IRGC                                                | Suborbital                                      | Prova de míssils                                     | 28 de juny                                             | Reeixit                                                |
| 28 de juny              | Part d'un exercici amb 14 llançaments de míssils, Apogeu: 500 km |                                                     |                                                 |                                                      |                                                        |                                                        |
| 30 de juny 03:09        | Estats Units - Minotaur I | Estats Units - Minotaur I                           | Estats Units - MARS LP-0B                       | Estats Units - MARS LP-0B                            | Orbital Sciences                                       | Orbital Sciences                                       |
| 30 de juny 03:09        | Estats Units - USA-231 (ORS-1) | ORSO                                                | Òrbita baixa                                    | Òptic/Imatgeria                                      | En òrbita                                              | Operacional                                            |
| Juliol                  | |                                                     |                                                 |                                                      |                                                        |                                                        |
| 6 de juliol 04:28       | Xina - Llarga Marxa 2C | Xina - Llarga Marxa 2C                              | Xina - Jiuquan LA-4/SLS-2                       | Xina - Jiuquan LA-4/SLS-2                            | Xina - CNSA                                            | Xina - CNSA                                            |
| 6 de juliol 04:28       | Xina - Shijian XI-03 | CNSA                                                | Òrbita baixa                                    | Tecnologia                                           | En òrbita                                              | Operacional                                            |
| 8 de juliol 15:29       | Estats Units - Transbordador espacial Atlantis | Estats Units - Transbordador espacial Atlantis      | Estats Units - Kennedy LC-39A                   | Estats Units - Kennedy LC-39A                        | Estats Units - United Space Alliance                   | Estats Units - United Space Alliance                   |
| 8 de juliol 15:29       | Estats Units - STS-135 | NASA                                                | Òrbita baixa (ISS)                              | Logística                                            | 21 de juliol 2011 09:57                                | Reeixit                                                |
| 8 de juliol 15:29       | Itàlia Estats Units - Raffaelo MPLM | NASA                                                | Òrbita baixa (ISS)                              | ISS Logística                                        | 21 de juliol 2011 09:57                                | Reeixit                                                |
| 8 de juliol 15:29       | Estats Units - PSSC-2 | Força Aèria dels Estats Units d'Amèrica             | Òrbita baixa                                    | Tecnologia                                           | 8 de desembre                                          | Reeixit                                                |
| 8 de juliol 15:29       | Vol tripulat, vol final del Atlantis i del programa del transbordador espacial. |                                                     |                                                 |                                                      |                                                        |                                                        |
| 9 de juliol 02:04       | Estats Units - SRALT | Estats Units - SRALT                                | Estats Units - C-17, Oceà Pacífic               | Estats Units - C-17, Oceà Pacífic                    | Estats Units - MDA                                     | Estats Units - MDA                                     |
| 9 de juliol 02:04       | Estats Units - FTX-17 | MDA                                                 | Suborbital                                      | Radars                                               | 9 de juliol                                            | Reeixit                                                |
| 9 de juliol 02:04       | Registrat per satèl·lits STSS Demo |                                                     |                                                 |                                                      |                                                        |                                                        |
| 9 de juliol 09:00:00    | Canadà - Black Brant VB | Canadà - Black Brant VB                             | Estats Units - Wallops LA-2                     | Estats Units - Wallops LA-2                          | Estats Units - NASA                                    | Estats Units - NASA                                    |
| 9 de juliol 09:00:00    | Estats Units - Daytime Dynamo | NASA                                                | Suborbital                                      | Geoespai                                             | 9 de juliol                                            | Reeixit                                                |
| 9 de juliol 09:00:15    | Estats Units - Terrier-Orion | Estats Units - Terrier-Orion                        | Estats Units - Wallops LA-2                     | Estats Units - Wallops LA-2                          | Estats Units - NASA                                    | Estats Units - NASA                                    |
| 9 de juliol 09:00:15    | Estats Units - Daytime Dynamo | NASA                                                | Suborbital                                      | Geoespai                                             | 9 de juliol                                            | Reeixit                                                |
| 11 de juliol 15:35      | Argentina - Gradicom II | Argentina - Gradicom II                             | Argentina - Chamical                            | Argentina - Chamical                                 | Argentina - CITEFA                                     | Argentina - CITEFA                                     |
| 11 de juliol 15:35      | | CITEFA                                              | Suborbital                                      | Vol de proves                                        | 11 de juliol                                           | Reeixit                                                |
| 11 de juliol 15:35      | Apogeu: 100 km |                                                     |                                                 |                                                      |                                                        |                                                        |
| 11 de juliol 15:41      | Xina - Llarga Marxa 3C | Xina - Llarga Marxa 3C                              | Xina - Xichang LA-2                             | Xina - Xichang LA-2                                  | Xina - CNSA                                            | Xina - CNSA                                            |
| 11 de juliol 15:41      | Xina - Tianlian 1B | CNSA                                                | Geosíncrona                                     | Comunicacions                                        | En òrbita                                              | Operacional                                            |
| 13 de juliol 02:27      | Rússia - Soiuz-2.1a/Fregat | Rússia - Soiuz-2.1a/Fregat                          | Kazakhstan - Baikonur Site 31/6                 | Kazakhstan - Baikonur Site 31/6                      | Europa Rússia - Starsem                                | Europa Rússia - Starsem                                |
| 13 de juliol 02:27      | Estats Units - Globalstar M081 | Globalstar                                          | Òrbita baixa                                    | Comunicacions                                        | En òrbita                                              | Operacional                                            |
| 13 de juliol 02:27      | Estats Units - Globalstar M083 | Globalstar                                          | Òrbita baixa                                    | Comunicacions                                        | En òrbita                                              | Operacional                                            |
| 13 de juliol 02:27      | Estats Units - Globalstar M085 | Globalstar                                          | Òrbita baixa                                    | Comunicacions                                        | En òrbita                                              | Operacional                                            |
| 13 de juliol 02:27      | Estats Units - Globalstar M088 | Globalstar                                          | Òrbita baixa                                    | Comunicacions                                        | En òrbita                                              | Operacional                                            |
| 13 de juliol 02:27      | Estats Units - Globalstar M089 | Globalstar                                          | Òrbita baixa                                    | Comunicacions                                        | En òrbita                                              | Operacional                                            |
| 13 de juliol 02:27      | Estats Units - Globalstar M091 | Globalstar                                          | Òrbita baixa                                    | Comunicacions                                        | En òrbita                                              | Operacional                                            |
| 15 de juliol 11:18      | Índia - PSLV-XL | Índia - PSLV-XL                                     | Índia - Satish Dhawan                           | Índia - Satish Dhawan                                | Índia - ISRO                                           | Índia - ISRO                                           |
| 15 de juliol 11:18      | Índia - GSAT-12 | ISRO                                                | Geosíncrona                                     | Comunicacions                                        | En òrbita                                              | Operacional                                            |
| 15 de juliol 23:16      | Rússia - Proton-M/Briz-M Enhanced | Rússia - Proton-M/Briz-M Enhanced                   | Kazakhstan - Baikonur                           | Kazakhstan - Baikonur                                | Rússia Estats Units - International Launch Services    | Rússia Estats Units - International Launch Services    |
| 15 de juliol 23:16      | Països Baixos - SES-3 | SES World Skies (juliol–setembre) SES (setembre)    | Geosíncrona                                     | Comunicacions                                        | En òrbita                                              | Operacional                                            |
| 15 de juliol 23:16      | Kazakhstan - KazSat-2 |                                                     | Geosíncrona                                     | Comunicacions                                        | En òrbita                                              | Operacional                                            |
| 16 de juliol 06:41      | Estats Units - Delta IV-M+ (4,2) | Estats Units - Delta IV-M+ (4,2)                    | Estats Units - Cape Canaveral SLC-37B           | Estats Units - Cape Canaveral SLC-37B                | Estats Units - United Launch Alliance                  | Estats Units - United Launch Alliance                  |
| 16 de juliol 06:41      | Estats Units - USA-232 (GPS-IIF-2) | Força Aèria dels Estats Units d'Amèrica             | Òrbita mitjana                                  | Navegació                                            | En òrbita                                              | Operacional                                            |
| 18 de juliol 02:31      | Ucraïna Rússia - Zenit-3F | Ucraïna Rússia - Zenit-3F                           | Kazakhstan - Baikonur Site 45/1                 | Kazakhstan - Baikonur Site 45/1                      | Rússia - Roskosmos                                     | Rússia - Roskosmos                                     |
| 18 de juliol 02:31      | Rússia - Spektr-R (RadioAstron) | Roskosmos                                           | Òrbita alta                                     | Radioastronomia                                      | En òrbita                                              | Operacional                                            |
| 21 de juliol 07:00      | Estats Units - Nike-Improved Orion | Estats Units - Nike-Improved Orion                  | Suècia - Esrange                                | Suècia - Esrange                                     | Europa - EuroLaunch                                    | Europa - EuroLaunch                                    |
| 21 de juliol 07:00      | Suècia - PHOCUS | Stockholm/SSC                                       | Suborbital                                      | Atmosfèric                                           | 21 de juliol                                           | Reeixit                                                |
| 21 de juliol 11:58:00   | Estats Units - Terrier-Orion | Estats Units - Terrier-Orion                        | Estats Units - Wallops Island                   | Estats Units - Wallops Island                        | Estats Units - NASA                                    | Estats Units - NASA                                    |
| 21 de juliol 11:58:00   | Estats Units - RockSat-X | Wallops Flight Facility                             | Suborbital                                      | Experiments estudiantils                             | 21 de juliol                                           | Reeixit                                                |
| 26 de juliol 21:44      | Xina - Llarga Marxa 3A | Xina - Llarga Marxa 3A                              | Xina - Xichang LA-3                             | Xina - Xichang LA-3                                  | Xina - CNSA                                            | Xina - CNSA                                            |
| 26 de juliol 21:44      | Xina - Compass-IGSO4 | CNSA                                                | Geosíncrona                                     | Navegació                                            | En òrbita                                              | Operacional                                            |
| 27 de juliol 10:01      | Estats Units - LGM-30G Minuteman III | Estats Units - LGM-30G Minuteman III                | Estats Units - Vandenberg LF-04                 | Estats Units - Vandenberg LF-04                      | Estats Units - Força Aèria dels Estats Units d'Amèrica | Estats Units - Força Aèria dels Estats Units d'Amèrica |
| 27 de juliol 10:01      | | Força Aèria dels Estats Units d'Amèrica             | Suborbital                                      | Vol de proves                                        | 27 de juliol                                           | Error de llançament                                    |
| 27 de juliol 10:01      | Es va detectar una anomalia cinc minuts després del llançament i el vol es va finalitzar |                                                     |                                                 |                                                      |                                                        |                                                        |
| 27 de juliol            | Rússia - R-29RMU Sineva | Rússia - R-29RMU Sineva                             | Rússia - K-84 Ekaterinburg, Barents Sea         | Rússia - K-84 Ekaterinburg, Barents Sea              | Rússia - VMF                                           | Rússia - VMF                                           |
| 27 de juliol            | | VMF                                                 | Suborbital                                      | Prova de míssils                                     | 27 de juliol                                           | Reeixit                                                |
| 29 de juliol 07:42      | Xina - Llarga Marxa 2C | Xina - Llarga Marxa 2C                              | Xina - Jiuquan LA-4/SLS-2                       | Xina - Jiuquan LA-4/SLS-2                            | Xina - CNSA                                            | Xina - CNSA                                            |
| 29 de juliol 07:42      | Xina - Shijian XI-02 | CNSA                                                | Òrbita baixa                                    | Tecnologia                                           | En òrbita                                              | Operacional                                            |
| Juliol                  | Israel - Blue Sparrow | Israel - Blue Sparrow                               | Israel - F-15 Eagle, Israel                     | Israel - F-15 Eagle, Israel                          | Israel - IAF                                           | Israel - IAF                                           |
| Juliol                  | | Israeli Air Force                                   | Suborbital                                      | Prova ABM                                            | Juliol                                                 | Reeixit                                                |
| Juliol                  | Prova de l'Arrow-3, interceptat amb èxit |                                                     |                                                 |                                                      |                                                        |                                                        |
| Juliol                  | Israel - Arrow III | Israel - Arrow III                                  | Israel - Negev                                  | Israel - Negev                                       | Israel - IAI                                           | Israel - IAI                                           |
| Juliol                  | | IAI/IDF                                             | Suborbital                                      | Prova ABM                                            | Juliol                                                 | Reeixit                                                |
| Juliol                  | Primera prova de l'Arrow-III, interceptat amb èxit sobre el Mediterrani |                                                     |                                                 |                                                      |                                                        |                                                        |
| Agost                   | |                                                     |                                                 |                                                      |                                                        |                                                        |
| 5 d'agost 16:25         | Estats Units - Atlas V 551 | Estats Units - Atlas V 551                          | Estats Units - Cape Canaveral SLC-41            | Estats Units - Cape Canaveral SLC-41                 | Estats Units - United Launch Alliance                  | Estats Units - United Launch Alliance                  |
| 5 d'agost 16:25         | Estats Units - Juno | NASA                                                | Actual: Heliocèntrica Planificat: Zenocèntrica  | Orbitador de Júpiter                                 | En òrbita                                              | Operacional                                            |
| 6 d'agost 22:52         | Europa - Ariane 5ECA | Europa - Ariane 5ECA                                | França - Kourou ELA-3                           | França - Kourou ELA-3                                | França - Arianespace                                   | França - Arianespace                                   |
| 6 d'agost 22:52         | Luxemburg - Astra 1N | SES Astra (agost–setembre) SES (setembre)           | Geosíncrona                                     | Comunicacions                                        | En òrbita                                              | Operacional                                            |
| 6 d'agost 22:52         | Japó - BSAT-3c/JCSAT-110R | BSAT/JSAT                                           | Geosíncrona                                     | Comunicacions                                        | En òrbita                                              | Operacional                                            |
| 11 d'agost 14:45        | Estats Units - Minotaur IV Lite | Estats Units - Minotaur IV Lite                     | Estats Units - Vandenberg SLC-8                 | Estats Units - Vandenberg SLC-8                      | Estats Units - Orbital                                 | Estats Units - Orbital                                 |
| 11 d'agost 14:45        | Estats Units - HTV-2b | Força Aèria dels Estats Units d'Amèrica             | Suborbital                                      | Tecnologia                                           | 11 d'agost                                             | Error del vehicle                                      |
| 11 d'agost 14:45        | Segon vol del HTV-2, es va perdre el contacte aproximadament 20 minuts després del llançament. |                                                     |                                                 |                                                      |                                                        |                                                        |
| 11 d'agost 16:15        | Xina - Llarga Marxa 3B | Xina - Llarga Marxa 3B                              | Xina - Xichang LA-2                             | Xina - Xichang LA-2                                  | Xina - CNSA                                            | Xina - CNSA                                            |
| 11 d'agost 16:15        | Pakistan - Paksat-1R | SUPARCO                                             | Geosíncrona                                     | Comunicacions                                        | En òrbita                                              | Operacional                                            |
| 15 d'agost 22:57        | Xina - Llarga Marxa 4B | Xina - Llarga Marxa 4B                              | Xina - Taiyuan LC-2                             | Xina - Taiyuan LC-2                                  | Xina - CNSA                                            | Xina - CNSA                                            |
| 15 d'agost 22:57        | Xina - Hai Yang 2A | CAST                                                | Òrbita baixa                                    | Oceanografia                                         | En òrbita                                              | Operacional                                            |
| 17 d'agost 07:12        | Ucraïna - Dnepr-1 | Ucraïna - Dnepr-1                                   | Rússia - Dombarovsky Site 13                    | Rússia - Dombarovsky Site 13                         | Rússia - ISC Kosmotras                                 | Rússia - ISC Kosmotras                                 |
| 17 d'agost 07:12        | Ucraïna - Sich-2 | NKAU                                                | Òrbita baixa                                    | Teledetecció                                         | En òrbita                                              | Operacional                                            |
| 17 d'agost 07:12        | Nigèria - NigeriaSat-2 | NASRDA                                              | Òrbita baixa                                    | Teledetecció                                         | En òrbita                                              | Operacional                                            |
| 17 d'agost 07:12        | Nigèria - NigeriaSat-X | NASRDA                                              | Òrbita baixa                                    | Tecnologia                                           | En òrbita                                              | Operacional                                            |
| 17 d'agost 07:12        | Turquia - Rasat | TÜBITAK                                             | Òrbita baixa                                    | Teledetecció                                         | En òrbita                                              | Operacional                                            |
| 17 d'agost 07:12        | Itàlia - EduSat | GAUSS                                               | Òrbita baixa                                    | Tecnologia                                           | En òrbita                                              | Operacional                                            |
| 17 d'agost 07:12        | Canadà - AprizeSat-5 | exactEarth                                          | Òrbita baixa                                    | Comunicacions                                        | En òrbita                                              | Operacional                                            |
| 17 d'agost 07:12        | Canadà - AprizeSat-6 | exactEarth                                          | Òrbita baixa                                    | Comunicacions                                        | En òrbita                                              | Operacional                                            |
| 17 d'agost 07:12        | Ucraïna - BPA-2 | Hartron-Arkos                                       | Òrbita baixa                                    | Tecnologia                                           | En òrbita                                              | Reeixit                                                |
| 17 d'agost 21:25        | Rússia - Proton-M/Briz-M Enhanced | Rússia - Proton-M/Briz-M Enhanced                   | Kazakhstan - Baikonur                           | Kazakhstan - Baikonur                                | Rússia - Khrunichev                                    | Rússia - Khrunichev                                    |
| 17 d'agost 21:25        | Rússia - Ekspress AM-4 | RSCC                                                | Destinat: Geosíncrona Aconseguit: Transferència | Comunicacions                                        | 25 de març 2012                                        | Error de llançament                                    |
| 17 d'agost 21:25        | L'etapa superior del Briz-M va fracassar després de la quarta cremada. Es va especificar massa poc temps en reiniciar els giroscòpis del sistema de control de l'etapa superior després del llançament, que va permetre una pèrdua d'altitud en el vol.                                 |                                                     |                                                 |                                                      |                                                        |                                                        |
| 18 d'agost 09:28        | Xina - Llarga Marxa 2C | Xina - Llarga Marxa 2C                              | Xina - Jiuquan LA-4/SLS-2                       | Xina - Jiuquan LA-4/SLS-2                            | Xina - CNSA                                            | Xina - CNSA                                            |
| 18 d'agost 09:28        | Xina - Shijian XI-04 | CNSA                                                | Destinat: Òrbita baixa                          | Tecnologia                                           | 18 d'agost                                             | Error de llançament                                    |
| 18 d'agost 09:28        | No es va poder assolir l'òrbita. El suport de l'estructura del motor de la segona etapa va fallar en el llançament, permetent una pèrdua d'altitud. |                                                     |                                                 |                                                      |                                                        |                                                        |
| 24 d'agost 13:00        | Rússia - Soiuz-U | Rússia - Soiuz-U                                    | Kazakhstan - Baikonur Site 1/5                  | Kazakhstan - Baikonur Site 1/5                       | Rússia - Roskosmos                                     | Rússia - Roskosmos                                     |
| 24 d'agost 13:00        | Rússia - Progress M-12M | Roskosmos                                           | Destinat: Òrbita baixa (ISS)                    | Logística                                            | 24 d'agost                                             | Error de llançament                                    |
| 24 d'agost 13:00        | Error del motor de la tercera etapa, 325 segons després del llançament a causa del fet que l'alimentador de combustible del generador de gas estava bloquejat per contaminants. |                                                     |                                                 |                                                      |                                                        |                                                        |
| 27 d'agost 03:20        | Rússia - RSM-56 Bulava | Rússia - RSM-56 Bulava                              | Rússia - K-535 Yuri Dolgorukiy, Mar Blanca      | Rússia - K-535 Yuri Dolgorukiy, Mar Blanca           | Rússia - VMF                                           | Rússia - VMF                                           |
| 27 d'agost 03:20        | | VMF                                                 | Suborbital                                      | Prova de míssils                                     | 27 d'agost                                             | Reeixit                                                |
| Setembre                | |                                                     |                                                 |                                                      |                                                        |                                                        |
| 1 de setembre 13:53     | Estats Units - Terrier-Oriole | Estats Units - Terrier-Oriole                       | Estats Units - Kauai                            | Estats Units - Kauai                                 | Estats Units - MDA                                     | Estats Units - MDA                                     |
| 1 de setembre 13:53     | | MDA                                                 | Suborbital                                      | Prova ABM                                            | 1 de setembre                                          | Reeixit                                                |
| 1 de setembre 13:53     | SM-3 Block 1B Target |                                                     |                                                 |                                                      |                                                        |                                                        |
| 1 de setembre 13:54     | Estats Units - RIM-161C Standard Missile 3 Block 1B | Estats Units - RIM-161C Standard Missile 3 Block 1B | Estats Units - USS Lake Erie, Oceà Pacífic      | Estats Units - USS Lake Erie, Oceà Pacífic           | Estats Units - Marina dels Estats Units d'Amèrica      | Estats Units - Marina dels Estats Units d'Amèrica      |
| 1 de setembre 13:54     | | Marina dels Estats Units d'Amèrica                  | Suborbital                                      | Prova ABM                                            | 1 de setembre                                          | Error del vehicle                                      |
| 1 de setembre 13:54     | Primer llançament d'un SM-3 Block 1B, es va fallar en la intercepció |                                                     |                                                 |                                                      |                                                        |                                                        |
| 3 de setembre 09:46     | Rússia - RS-12M Topol | Rússia - RS-12M Topol                               | Rússia - Plesetsk                               | Rússia - Plesetsk                                    | Rússia - RVSN                                          | Rússia - RVSN                                          |
| 3 de setembre 09:46     | | RVSN                                                | Suborbital                                      | Prova de míssils                                     | 3 de setembre                                          | Reeixit                                                |
| 10 de setembre 13:08:52 | Estats Units - Delta II 7920H | Estats Units - Delta II 7920H                       | Estats Units - Cape Canaveral SLC-17B           | Estats Units - Cape Canaveral SLC-17B                | Estats Units - United Launch Alliance                  | Estats Units - United Launch Alliance                  |
| 10 de setembre 13:08:52 | Estats Units - GRAIL-A | NASA                                                | Selenocèntrica                                  | Orbitador lunar                                      | En òrbita                                              | Operacional                                            |
| 10 de setembre 13:08:52 | Estats Units - GRAIL-B | NASA                                                | Selenocèntrica                                  | Orbitador lunar                                      | En òrbita                                              | Operacional                                            |
| 10 de setembre 13:08:52 | Llançament final del Delta II Heavy, llançament final del Delta II a Cape Canaveral, i últim llançament del SLC-17 |                                                     |                                                 |                                                      |                                                        |                                                        |
| 15 de setembre          | Iran - Kavoshgar | Iran - Kavoshgar                                    | Iran - Semnan                                   | Iran - Semnan                                        | Iran - ISA                                             | Iran - ISA                                             |
| 15 de setembre          | Iran - Kavoshgar-5 | ISA                                                 | Suborbital                                      | Biològic                                             | 15 de setembre                                         | Error de llançament                                    |
| 15 de setembre          | No va poder arribar a l'espai, primer intent iranià de llançar un mico a l'espai |                                                     |                                                 |                                                      |                                                        |                                                        |
| 18 de setembre 16:33    | Xina - Llarga Marxa 3B/E | Xina - Llarga Marxa 3B/E                            | Xina - Xichang LA-2                             | Xina - Xichang LA-2                                  | Xina - CNSA                                            | Xina - CNSA                                            |
| 18 de setembre 16:33    | Xina - Chinasat-1A | China Satcom                                        | Geosíncrona                                     | Comunicacions                                        | En òrbita                                              | Operacional                                            |
| 20 de setembre 22:47    | Rússia - Proton-M/Briz-M | Rússia - Proton-M/Briz-M                            | Kazakhstan - Baikonur                           | Kazakhstan - Baikonur                                | Rússia - Khrunichev                                    | Rússia - Khrunichev                                    |
| 20 de setembre 22:47    | Rússia - Kosmos 2473 (Garpun #1) | VKS                                                 | Geosíncrona                                     | Comunicacions                                        | En òrbita                                              | Operacional                                            |
| 21 de setembre 21:38    | Europa - Ariane 5ECA | Europa - Ariane 5ECA                                | França - Kourou ELA-3                           | França - Kourou ELA-3                                | França - Arianespace                                   | França - Arianespace                                   |
| 21 de setembre 21:38    | Aràbia Saudita - Arabsat 5C | Arabsat                                             | Geosíncrona                                     | Comunicacions                                        | En òrbita                                              | Operacional                                            |
| 21 de setembre 21:38    | Països Baixos - SES-2 | SES                                                 | Geosíncrona                                     | Comunicacions                                        | En òrbita                                              | Operacional                                            |
| 23 de setembre 04:36:50 | Japó - H-IIA | Japó - H-IIA                                        | Japó - Tanegashima LA-Y1                        | Japó - Tanegashima LA-Y1                             | Japó - Mitsubishi                                      | Japó - Mitsubishi                                      |
| 23 de setembre 04:36:50 | Japó - IGS Òptic 4 | CSICE                                               | Òrbita baixa                                    | Imatgeria                                            | En òrbita                                              | Operacional                                            |
| 24 de setembre 20:18    | Ucraïna - Zenit-3SL | Ucraïna - Zenit-3SL                                 | Noruega - Ocean Odyssey                         | Noruega - Ocean Odyssey                              | Nacions Unides - Sea Launch                            | Nacions Unides - Sea Launch                            |
| 24 de setembre 20:18    | Estats Units - Atlantic Bird 7 | Eutelsat                                            | Geosíncrona                                     | Comunicacions                                        | En òrbita                                              | Operacional                                            |
| 26 de setembre 03:20    | Índia - Prithvi II | Índia - Prithvi II                                  | Índia - Integrated Test Range IC-3              | Índia - Integrated Test Range IC-3                   | Índia - DRDO                                           | Índia - DRDO                                           |
| 26 de setembre 03:20    | | DRDO                                                | Suborbital                                      | Prova de míssils                                     | 27 de setembre                                         | Reeixit                                                |
| 27 de setembre 07:08    | Rússia | Rússia                                              | Rússia - Plesetsk                               | Rússia - Plesetsk                                    | Rússia - RVSN                                          | Rússia - RVSN                                          |
| 27 de setembre 07:08    | | RVSN                                                | Suborbital                                      | Prova de míssils                                     | 27 de setembre                                         | Error de llançament                                    |
| 27 de setembre 15:49    | Estats Units - Minotaur IV+ | Estats Units - Minotaur IV+                         | Estats Units - Kodiak LP-1                      | Estats Units - Kodiak LP-1                           | Estats Units - Orbital Sciences                        | Estats Units - Orbital Sciences                        |
| 27 de setembre 15:49    | Estats Units - TacSat-4 | Força Aèria dels Estats Units d'Amèrica             | Òrbita baixa                                    | Tecnologia                                           | En òrbita                                              | Operacional                                            |
| 29 de setembre 13:16:03 | Xina - Llarga Marxa 2F/G | Xina - Llarga Marxa 2F/G                            | Xina - Jiuquan LA-4/SLS-1                       | Xina - Jiuquan LA-4/SLS-1                            | Xina - CNSA                                            | Xina - CNSA                                            |
| 29 de setembre 13:16:03 | Xina - Tiangong-1 | CNSA                                                | Òrbita baixa                                    | Estació espacial                                     | En òrbita                                              | Operacional                                            |
| 29 de setembre 13:16:03 | Vol inaugural del Llarga Marxa 2F/G, primera estació espacial xinesa |                                                     |                                                 |                                                      |                                                        |                                                        |
| 29 de setembre 18:32    | Rússia - Proton-M/Briz-M Enhanced | Rússia - Proton-M/Briz-M Enhanced                   | Kazakhstan - Baikonur                           | Kazakhstan - Baikonur                                | Rússia Estats Units - International Launch Services    | Rússia Estats Units - International Launch Services    |
| 29 de setembre 18:32    | Illa de Man - QuetzSat-1 | SES Satellite Leasing                               | Geosíncrona                                     | Comunicacions                                        | En òrbita                                              | Operacional                                            |
| 29 de setembre 18:32    | Destinat a alliberar el QuetzSat |                                                     |                                                 |                                                      |                                                        |                                                        |
| 29 de setembre          | Rússia - R-29RMU2.1 Layner | Rússia - R-29RMU2.1 Layner                          | Rússia - K-114 Tula, Barents Sea                | Rússia - K-114 Tula, Barents Sea                     | Rússia - VMF                                           | Rússia - VMF                                           |
| 29 de setembre          | | VMF                                                 | Suborbital                                      | Prova de míssils                                     | 30 de setembre                                         | Reeixit                                                |
| 30 de setembre 04:02    | Índia - Agni-II | Índia - Agni-II                                     | Índia - ITR IC-4                                | Índia - ITR IC-4                                     | Índia - Exèrcit de l'Índia                             | Índia - Exèrcit de l'Índia                             |
| 30 de setembre 04:02    | | Exèrcit de l'Índia                                  | Suborbital                                      | Prova de míssils                                     | 30 de setembre                                         | Reeixit                                                |
| 30 de setembre 04:02    | Va viatjar 2500 quilòmetres cap a terra |                                                     |                                                 |                                                      |                                                        |                                                        |
| Octubre                 | |                                                     |                                                 |                                                      |                                                        |                                                        |
| 2 d'octubre 20:15       | Rússia - Soiuz-2.1b/Fregat | Rússia - Soiuz-2.1b/Fregat                          | Rússia - Plesetsk Site 43/4                     | Rússia - Plesetsk Site 43/4                          | Rússia - RVSN                                          | Rússia - RVSN                                          |
| 2 d'octubre 20:15       | Rússia - Kosmos 2474 (Glonass-M) | VKS                                                 | Òrbita mitjana                                  | Navegació                                            | En òrbita                                              | Operacional                                            |
| 5 d'octubre 05:56       | Estats Units - SRALT | Estats Units - SRALT                                | Estats Units - C-17, Oceà Pacífic               | Estats Units - C-17, Oceà Pacífic                    | Estats Units - MDA                                     | Estats Units - MDA                                     |
| 5 d'octubre 05:56       | | Exèrcit dels Estats Units d'Amèrica/MDA             | Suborbital                                      | Prova ABM                                            | 5 d'octubre                                            | Reeixit                                                |
| 5 d'octubre 05:56       | Interceptat pel míssil THAAD |                                                     |                                                 |                                                      |                                                        |                                                        |
| 5 d'octubre 05:56       | Rússia - R-17 Elbrus | Rússia - R-17 Elbrus                                | Estats Units - MLP, Barking Sands               | Estats Units - MLP, Barking Sands                    | Estats Units - Exèrcit dels Estats Units d'Amèrica     | Estats Units - Exèrcit dels Estats Units d'Amèrica     |
| 5 d'octubre 05:56       | | Exèrcit dels Estats Units d'Amèrica/MDA             | Suborbital                                      | Prova ABM                                            | 5 d'octubre                                            | Reeixit                                                |
| 5 d'octubre 05:56       | Interceptat pel míssil THAAD |                                                     |                                                 |                                                      |                                                        |                                                        |
| 5 d'octubre 06:00       | Estats Units - THAAD | Estats Units - THAAD                                | Estats Units - Barking Sands                    | Estats Units - Barking Sands                         | Estats Units - Exèrcit dels Estats Units d'Amèrica     | Estats Units - Exèrcit dels Estats Units d'Amèrica     |
| 5 d'octubre 06:00       | Estats Units - FTT-12 | Exèrcit dels Estats Units d'Amèrica/MDA             | Suborbital                                      | Prova ABM                                            | 5 d'octubre                                            | Reeixit                                                |
| 5 d'octubre 06:00       | Interceptat pel míssil Target |                                                     |                                                 |                                                      |                                                        |                                                        |
| 5 d'octubre 06:00       | Estats Units - THAAD | Estats Units - THAAD                                | Estats Units - Barking Sands                    | Estats Units - Barking Sands                         | Estats Units - Exèrcit dels Estats Units d'Amèrica     | Estats Units - Exèrcit dels Estats Units d'Amèrica     |
| 5 d'octubre 06:00       | Estats Units - FTT-12 | Exèrcit dels Estats Units d'Amèrica/MDA             | Suborbital                                      | Prova ABM                                            | 5 d'octubre                                            | Reeixit                                                |
| 5 d'octubre 06:00       | Interceptat pel míssil Target |                                                     |                                                 |                                                      |                                                        |                                                        |
| 5 d'octubre 21:00       | Ucraïna - Zenit-3SLB | Ucraïna - Zenit-3SLB                                | Kazakhstan - Baikonur Site 45/1                 | Kazakhstan - Baikonur Site 45/1                      | Nacions Unides - Land Launch                           | Nacions Unides - Land Launch                           |
| 5 d'octubre 21:00       | Nacions Unides - Intelsat 18 | Intelsat                                            | Geosíncrona                                     | Comunicacions                                        | En òrbita                                              | Operacional                                            |
| 7 d'octubre 08:21       | Xina - Llarga Marxa 3B | Xina - Llarga Marxa 3B                              | Xina - Xichang LA-2                             | Xina - Xichang LA-2                                  | Xina - CNSA                                            | Xina - CNSA                                            |
| 7 d'octubre 08:21       | França - Eutelsat W3C | Eutelsat                                            | Geosíncrona                                     | Comunicacions                                        | En òrbita                                              | Operacional                                            |
| 8 d'octubre 10:25:01    | Canadà - Black Brant IX | Canadà - Black Brant IX                             | Estats Units - White Sands                      | Estats Units - White Sands                           | Estats Units - NASA                                    | Estats Units - NASA                                    |
| 8 d'octubre 10:25:01    | Estats Units - PICTURE | Boston                                              | Suborbital                                      | Astronomia                                           | 8 d'octubre                                            | Error del vehicle                                      |
| 11 d'octubre 21:15:00   | Estats Units - Terrier-Orion | Estats Units - Terrier-Orion                        | Noruega - Andøya                                | Noruega - Andøya                                     | Estats Units - NASA                                    | Estats Units - NASA                                    |
| 11 d'octubre 21:15:00   | Estats Units - CHAMPS | Colorado                                            | Suborbital                                      | Geoespai                                             | 11 d'octubre                                           | Reeixit                                                |
| 12 d'octubre 05:31      | Índia - PSLV CA | Índia - PSLV CA                                     | Índia - Satish Dhawan                           | Índia - Satish Dhawan                                | Índia - ISRO                                           | Índia - ISRO                                           |
| 12 d'octubre 05:31      | Índia França - Megha-Tropiques | ISRO/CNES                                           | Òrbita baixa                                    | Climatologia                                         | En òrbita                                              | Operacional                                            |
| 12 d'octubre 05:31      | Índia - SRMSAT | SRM                                                 | Òrbita baixa                                    | Climatologia                                         | En òrbita                                              | Operacional                                            |
| 12 d'octubre 05:31      | Índia - Jugnu | IITK                                                | Òrbita baixa                                    | Teledetecció                                         | En òrbita                                              | Operacional                                            |
| 12 d'octubre 05:31      | Luxemburg - VesselSat1 | Luxspace                                            | Òrbita baixa                                    | Comunicacions                                        | En òrbita                                              | Operacional                                            |
| 13 d'octubre 13:50:00   | Estats Units - Terrier-Orion | Estats Units - Terrier-Orion                        | Noruega - Andøya                                | Noruega - Andøya                                     | Estats Units - NASA                                    | Estats Units - NASA                                    |
| 13 d'octubre 13:50:00   | Estats Units - CHAMPS | Colorado                                            | Suborbital                                      | Geoespai                                             | 13 d'octubre                                           | Reeixit                                                |
| 19 d'octubre 18:48      | Rússia - Proton-M/Briz-M Enhanced | Rússia - Proton-M/Briz-M Enhanced                   | Kazakhstan - Baikonur                           | Kazakhstan - Baikonur                                | Rússia Estats Units - International Launch Services    | Rússia Estats Units - International Launch Services    |
| 19 d'octubre 18:48      | Estats Units - ViaSat-1 | ViaSat                                              | Geosíncrona                                     | Comunicacions                                        | En òrbita                                              | Operacional                                            |
| 21 d'octubre 10:30      | Rússia - Soiuz-STB/Fregat-MT | Rússia - Soiuz-STB/Fregat-MT                        | França - Kourou ELS                             | França - Kourou ELS                                  | França - Arianespace                                   | França - Arianespace                                   |
| 21 d'octubre 10:30      | Europa - Galileo-IOV 1 | ESA                                                 | Òrbita mitjana                                  | Navegació/Tecnologia                                 | En òrbita                                              | Operacional                                            |
| 21 d'octubre 10:30      | Europa - Galileo-IOV 2 | ESA                                                 | Òrbita mitjana                                  | Navegació/Tecnologia                                 | En òrbita                                              | Operacional                                            |
| 21 d'octubre 10:30      | Primer llançament de Soiuz des de Kourou |                                                     |                                                 |                                                      |                                                        |                                                        |
| 28 d'octubre 03:40      | Rússia - RSM-56 Bulava | Rússia - RSM-56 Bulava                              | Rússia - K-535 Yuri Dolgorukiy, Mar Blanca      | Rússia - K-535 Yuri Dolgorukiy, Mar Blanca           | Rússia - VMF                                           | Rússia - VMF                                           |
| 28 d'octubre 03:40      | | VMF                                                 | Suborbital                                      | Prova de míssils                                     | 28 d'octubre                                           | Reeixit                                                |
| 28 d'octubre 09:48:01   | Estats Units - Delta II 7920-10 | Estats Units - Delta II 7920-10                     | Estats Units - Vandenberg SLC-2W                | Estats Units - Vandenberg SLC-2W                     | Estats Units - United Launch Alliance                  | Estats Units - United Launch Alliance                  |
| 28 d'octubre 09:48:01   | Estats Units - NPP | NASA/NOAA                                           | Òrbita baixa                                    | Clima Tecnologia                                     | En òrbita                                              | Operacional                                            |
| 28 d'octubre 09:48:01   | Estats Units - E1P-U2 | Montana                                             | Òrbita baixa                                    | Radiació                                             | En òrbita                                              | Operacional                                            |
| 28 d'octubre 09:48:01   | Estats Units - RAX-2 | Universitat de Michigan                             | Òrbita baixa                                    | Auroral                                              | En òrbita                                              | Operacional                                            |
| 28 d'octubre 09:48:01   | Estats Units - M-Cubed | Universitat de Michigan                             | Òrbita baixa                                    | Tecnologia                                           | En òrbita                                              | Operacional                                            |
| 28 d'octubre 09:48:01   | Estats Units - DICE-1 | Space Dynamics Laboratory                           | Òrbita baixa                                    | Investigació magnetosfèrica                          | En òrbita                                              | Operacional                                            |
| 28 d'octubre 09:48:01   | Estats Units - DICE-2 | Space Dynamics Laboratory                           | Òrbita baixa                                    | Investigació magnetosfèrica                          | En òrbita                                              | Operacional                                            |
| 28 d'octubre 09:48:01   | Estats Units - AubieSat 1 | Auburn University                                   | Òrbita baixa                                    | Tecnologia                                           | En òrbita                                              | Operacional                                            |
| 28 d'octubre 09:48:01   | Vol final planificat del coet Delta II i de la família Thor |                                                     |                                                 |                                                      |                                                        |                                                        |
| 30 d'octubre 10:11      | Rússia - Soiuz-U | Rússia - Soiuz-U                                    | Kazakhstan - Baikonur Site 1/5                  | Kazakhstan - Baikonur Site 1/5                       | Rússia - Roskosmos                                     | Rússia - Roskosmos                                     |
| 30 d'octubre 10:11      | Rússia - Progress M-13M | Roskosmos                                           | Òrbita baixa (ISS)                              | Logística                                            | 25 de gener 2012                                       | Reeixit                                                |
| 30 d'octubre 10:11      | Rússia - Chibis-M (RS-39) | IKI                                                 | Òrbita baixa                                    | Ionosfèric                                           | En òrbita                                              | Operacional                                            |
| 31 d'octubre 21:58:10   | Xina - Llarga Marxa 2F | Xina - Llarga Marxa 2F                              | Xina - Jiuquan LA-4/SLS-1                       | Xina - Jiuquan LA-4/SLS-1                            | Xina - CNSA                                            | Xina - CNSA                                            |
| 31 d'octubre 21:58:10   | Xina - Shenzhou 8 | CNSA                                                | Òrbita baixa (Tiangong-1)                       | Tecnologia                                           | 17 de novembre 11:36                                   | Reeixit                                                |
| 31 d'octubre 21:58:10   | Xina - Shenzhou-8-GC | CNSA                                                | Òrbita baixa (Tiangong-1)                       | Tecnologia                                           | 2 d'abril 2012                                         | Reeixit                                                |
| 31 d'octubre 21:58:10   | Vol no tripulat, primer acoblament orbital xinès |                                                     |                                                 |                                                      |                                                        |                                                        |
| Novembre                | |                                                     |                                                 |                                                      |                                                        |                                                        |
| 2 de novembre 07:50     | Israel - Jericho III | Israel - Jericho III                                | Israel - Palmachim                              | Israel - Palmachim                                   | Israel - Israeli Air Force                             | Israel - Israeli Air Force                             |
| 2 de novembre 07:50     | | Israeli Air Force                                   | Suborbital                                      | Prova de míssils                                     | 2 de novembre                                          | Reeixit                                                |
| 3 de novembre 06:45     | Rússia - RS-12M Topol | Rússia - RS-12M Topol                               | Rússia - Plesetsk                               | Rússia - Plesetsk                                    | Rússia - RVSN                                          | Rússia - RVSN                                          |
| 3 de novembre 06:45     | | RVSN                                                | Suborbital                                      | Prova de míssils                                     | 3 de novembre                                          | Reeixit                                                |
| 4 de novembre 12:51:41  | Rússia - Proton-M/Briz-M | Rússia - Proton-M/Briz-M                            | Kazakhstan - Baikonur Site 81/24                | Kazakhstan - Baikonur Site 81/24                     | Rússia - Khrunichev                                    | Rússia - Khrunichev                                    |
| 4 de novembre 12:51:41  | Rússia - Kosmos 2475 (Glonass-M) | VKS                                                 | Òrbita mitjana                                  | Navegació                                            | En òrbita                                              | Operacional                                            |
| 4 de novembre 12:51:41  | Rússia - Kosmos 2476 (Glonass-M) | VKS                                                 | Òrbita mitjana                                  | Navegació                                            | En òrbita                                              | Operacional                                            |
| 4 de novembre 12:51:41  | Rússia - Kosmos 2477 (Glonass-M) | VKS                                                 | Òrbita mitjana                                  | Navegació                                            | En òrbita                                              | Operacional                                            |
| 6 de novembre 07:00     | Canadà - Black Brant IX | Canadà - Black Brant IX                             | Estats Units - White Sands                      | Estats Units - White Sands                           | Estats Units - NASA                                    | Estats Units - NASA                                    |
| 6 de novembre 07:00     | XQC F5 | Wisconsin                                           | Suborbital                                      | Astronomia                                           | 6 de novembre                                          | Reeixit                                                |
| 8 de novembre 20:16     | Ucraïna - Zenit-2M | Ucraïna - Zenit-2M                                  | Kazakhstan - Baikonur Site 45/1                 | Kazakhstan - Baikonur Site 45/1                      | Rússia - Roskosmos                                     | Rússia - Roskosmos                                     |
| 8 de novembre 20:16     | Rússia - Fobos-Grunt | Roskosmos                                           | Destinat: Areocèntrica Aconseguit: Òrbita baixa | Recull de mostres a Fobos                            | 15 de gener 2012                                       | Error del vehicle                                      |
| 8 de novembre 20:16     | Xina - Yinghuo-1 | CNSA                                                | Destinat: Areocèntrica Aconseguit: Òrbita baixa | Orbitador de Mart                                    | 15 de gener 2012                                       | Error del vehicle                                      |
| 8 de novembre 20:16     | Primer intent rus d'una missió interplanetària des del 1996 Primera sonda xinesa a Mart La nau espacial es va encallar en òrbita terrestre baixa, ja que telemetria es va perdre poc després del llançament i els dos impulsadors de la càrrega d'injecció cap a Mart no es van produir |                                                     |                                                 |                                                      |                                                        |                                                        |
| 9 de novembre 03:21     | Xina - Llarga Marxa 4B | Xina - Llarga Marxa 4B                              | Xina - Taiyuan LC-2                             | Xina - Taiyuan LC-2                                  | Xina - CNSA                                            | Xina - CNSA                                            |
| 9 de novembre 03:21     | Xina - Yaogan 12 | CNSA                                                | Òrbita baixa                                    | Reconeixement                                        | En òrbita                                              | Operacional                                            |
| 9 de novembre 03:21     | Xina - Tian Xun 1 | Nanjing University of Aeronautics and Astronautics  | Òrbita baixa                                    | Tecnologia                                           | En òrbita                                              | Operacional                                            |
| 14 de novembre 04:14    | Rússia - Soiuz-FG | Rússia - Soiuz-FG                                   | Kazakhstan - Baikonur Site 1/5                  | Kazakhstan - Baikonur Site 1/5                       | Rússia - Roskosmos                                     | Rússia - Roskosmos                                     |
| 14 de novembre 04:14    | Rússia - Soiuz TMA-22 | Roskosmos                                           | Òrbita baixa (ISS)                              | ISS Expedition 29/30                                 | En òrbita                                              | Operacional                                            |
| 15 de novembre 03:30    | Índia - Agni IV | Índia - Agni IV                                     | Índia - Integrated Test Range IC-4              | Índia - Integrated Test Range IC-4                   | Índia - DRDO                                           | Índia - DRDO                                           |
| 15 de novembre 03:30    | | Exèrcit de l'Índia                                  | Suborbital                                      | Prova de míssils                                     | 15 de novembre                                         | Reeixit                                                |
| 17 de novembre 11:30    | Estats Units - UGM-27 Polaris (STARS) | Estats Units - UGM-27 Polaris (STARS)               | Estats Units - Barking Sands LC-42              | Estats Units - Barking Sands LC-42                   | Estats Units - Força Aèria dels Estats Units d'Amèrica | Estats Units - Força Aèria dels Estats Units d'Amèrica |
| 17 de novembre 11:30    | Estats Units - AHW Flight 1A | Exèrcit dels Estats Units d'Amèrica                 | Suborbital                                      | Tecnologia                                           | 17 de novembre                                         | Reeixit                                                |
| 20 de novembre 00:15    | Xina - Llarga Marxa 2D | Xina - Llarga Marxa 2D                              | Xina - Jiuquan LA-4/SLS-2                       | Xina - Jiuquan LA-4/SLS-2                            | Xina - CNSA                                            | Xina - CNSA                                            |
| 20 de novembre 00:15    | Xina - Shiyan Weixing 4 | CNSA                                                | Òrbita baixa                                    | Tecnologia                                           | En òrbita                                              | Operacional                                            |
| 20 de novembre 00:15    | Xina - Chuang Xin 1C | CNSA                                                | Òrbita baixa                                    | Tecnologia                                           | En òrbita                                              | Operacional                                            |
| 25 de novembre 19:10:34 | Rússia - Proton-M/Briz-M Enhanced | Rússia - Proton-M/Briz-M Enhanced                   | Kazakhstan - Baikonur Site 200/39               | Kazakhstan - Baikonur Site 200/39                    | Rússia Estats Units - International Launch Services    | Rússia Estats Units - International Launch Services    |
| 25 de novembre 19:10:34 | Xina - AsiaSat 7 | AsiaSat                                             | Geosíncrona                                     | Comunicacions                                        | En òrbita                                              | Operacional                                            |
| 25 de novembre 23:00    | Estats Units - Improved Orion | Estats Units - Improved Orion                       | Brasil - Barreira do Inferno                    | Brasil - Barreira do Inferno                         | Brasil - AEB                                           | Brasil - AEB                                           |
| 25 de novembre 23:00    | | INPE                                                | Suborbital                                      | Microgravetat                                        | 25 de novembre                                         | Reeixit                                                |
| 26 de novembre 15:02    | Estats Units - Atlas V 541 | Estats Units - Atlas V 541                          | Estats Units - Cape Canaveral SLC-41            | Estats Units - Cape Canaveral SLC-41                 | Estats Units - United Launch Alliance                  | Estats Units - United Launch Alliance                  |
| 26 de novembre 15:02    | Estats Units - MSL (Curiosity) | NASA                                                | Heliocèntrica                                   | Mars Rover                                           | En òrbita                                              | Operacional                                            |
| 26 de novembre 15:02    | Vol inaugural del Atlas V 541 |                                                     |                                                 |                                                      |                                                        |                                                        |
| 27 de novembre 09:10    | Brasil - VSB-30 | Brasil - VSB-30                                     | Suècia - Esrange                                | Suècia - Esrange                                     | Europa - EuroLaunch                                    | Europa - EuroLaunch                                    |
| 27 de novembre 09:10    | Alemanya/ Europa - TEXUS-48 | DLR/ESA                                             | Suborbital                                      | Microgravetat                                        | 27 de novembre                                         | Reeixit                                                |
| 28 de novembre 08:25:57 | Rússia - Soiuz-2.1b/Fregat | Rússia - Soiuz-2.1b/Fregat                          | Rússia - Plesetsk Site 43/4                     | Rússia - Plesetsk Site 43/4                          | Rússia - RVSN                                          | Rússia - RVSN                                          |
| 28 de novembre 08:25:57 | Rússia - Kosmos 2478 (Glonass-M) | VKS                                                 | Òrbita mitjana                                  | Navegació                                            | En òrbita                                              | Operacional                                            |
| 29 de novembre 18:50    | Xina - Llarga Marxa 2C | Xina - Llarga Marxa 2C                              | Xina - Taiyuan LC-2                             | Xina - Taiyuan LC-2                                  | Xina - CNSA                                            | Xina - CNSA                                            |
| 29 de novembre 18:50    | Xina - Yaogan 13 | CNSA                                                | Òrbita baixa                                    | Reconeixement                                        | En òrbita                                              | Operacional                                            |
| Desembre                | |                                                     |                                                 |                                                      |                                                        |                                                        |
| 1 de desembre 21:07     | Xina - Llarga Marxa 3A | Xina - Llarga Marxa 3A                              | Xina - Xichang LA-3                             | Xina - Xichang LA-3                                  | Xina - CNSA                                            | Xina - CNSA                                            |
| 1 de desembre 21:07     | Xina - Compass-IGSO5 | CNSA                                                | Geosíncrona                                     | Navegació                                            | En òrbita                                              | Operacional                                            |
| 2 de desembre 22:00     | Brasil - VSB-30 | Brasil - VSB-30                                     | Brasil - Barreira do Inferno                    | Brasil - Barreira do Inferno                         | Brasil - AEB                                           | Brasil - AEB                                           |
| 2 de desembre 22:00     | | INPE                                                | Suborbital                                      | Microgravetat                                        | 2 de desembre                                          | Reeixit                                                |
| 3 de desembre 07:21:31  | Brasil - VS-30/Improved Orion | Brasil - VS-30/Improved Orion                       | Noruega - Ny-Aalesund                           | Noruega - Ny-Aalesund                                | Noruega - Andøya                                       | Noruega - Andøya                                       |
| 3 de desembre 07:21:31  | Suècia Noruega - ICI-3 (CanoRock 4) | Oslo/Andøya                                         | Suborbital                                      | Atmosfèric                                           | 3 de desembre                                          | Reeixit                                                |
| 10 de desembre 10:30:00 | Canadà - Black Brant IX | Canadà - Black Brant IX                             | Estats Units - White Sands                      | Estats Units - White Sands                           | Estats Units - NASA                                    | Estats Units - NASA                                    |
| 10 de desembre 10:30:00 | | Colorado                                            | Suborbital                                      | Astronomia                                           | 10 de desembre                                         | Reeixit                                                |
| 11 de desembre 11:17    | Rússia - Proton-M/Briz-M Enhanced | Rússia - Proton-M/Briz-M Enhanced                   | Kazakhstan - Baikonur Site 81/24                | Kazakhstan - Baikonur Site 81/24                     | Rússia - Khrunichev                                    | Rússia - Khrunichev                                    |
| 11 de desembre 11:17    | Rússia - Luch 5A | Roskosmos                                           | Geosíncrona                                     | Comunicacions                                        | En òrbita                                              | Operacional                                            |
| 11 de desembre 11:17    | Israel - Amos-5 | SCL                                                 | Geosíncrona                                     | Comunicacions                                        | En òrbita                                              | Operacional                                            |
| 12 de desembre 01:21    | Japó - H-IIA | Japó - H-IIA                                        | Japó - Tanegashima LA-Y1                        | Japó - Tanegashima LA-Y1                             | Japó - Mitsubishi                                      | Japó - Mitsubishi                                      |
| 12 de desembre 01:21    | Japó - IGS Radar 3 | CSICE                                               | Òrbita baixa                                    | Reconeixement (radar)                                | En òrbita                                              | Operacional                                            |
| 17 de desembre 02:03:08 | Rússia - Soiuz-STA/Fregat | Rússia - Soiuz-STA/Fregat                           | França - Kourou ELS                             | França - Kourou ELS                                  | França - Arianespace                                   | França - Arianespace                                   |
| 17 de desembre 02:03:08 | França - Pléiades-HR 1 | CNES                                                | Òrbita baixa                                    | Òptic/Imatgeria                                      | En òrbita                                              | Operacional                                            |
| 17 de desembre 02:03:08 | Xile - SSOT | MDN                                                 | Òrbita baixa                                    | Òptic/Imatgeria                                      | En òrbita                                              | Operacional                                            |
| 17 de desembre 02:03:08 | França - ELISA-1 | CNES/DGA                                            | Òrbita baixa                                    | ELINT                                                | En òrbita                                              | Operacional                                            |
| 17 de desembre 02:03:08 | França - ELISA-2 | CNES/DGA                                            | Òrbita baixa                                    | ELINT                                                | En òrbita                                              | Operacional                                            |
| 17 de desembre 02:03:08 | França - ELISA-3 | CNES/DGA                                            | Òrbita baixa                                    | ELINT                                                | En òrbita                                              | Operacional                                            |
| 17 de desembre 02:03:08 | França - ELISA-4 | CNES/DGA                                            | Òrbita baixa                                    | ELINT                                                | En òrbita                                              | Operacional                                            |
| 19 de desembre 14:48    | Japó - S-310 | Japó - S-310                                        | Japó - Uchinoura                                | Japó - Uchinoura                                     | Japó - JAXA                                            | Japó - JAXA                                            |
| 19 de desembre 14:48    | | JAXA/TPU/TU                                         | Suborbital                                      | Ionosfèric                                           | 19 de desembre                                         | Reeixit                                                |
| 19 de desembre          | Rússia - MR-30 | Rússia - MR-30                                      | Rússia - Kapustin Iar                           | Rússia - Kapustin Iar                                | Rússia - Rosgidromet                                   | Rússia - Rosgidromet                                   |
| 19 de desembre          | | Rosgidromet                                         | Suborbital                                      | Meteorologia Vol de proves                           | 19 de desembre                                         | Reeixit                                                |
| 19 de desembre          | Vol inaugural del MR-30 |                                                     |                                                 |                                                      |                                                        |                                                        |
| 19 de desembre 16:41    | Xina - Llarga Marxa 3B/E | Xina - Llarga Marxa 3B/E                            | Xina - Xichang LA-2                             | Xina - Xichang LA-2                                  | Xina - CNSA                                            | Xina - CNSA                                            |
| 19 de desembre 16:41    | Nigèria - NigComSat-1R | NIGCOMSAT/NSRDA                                     | Geosíncrona                                     | Comunicacions                                        | En òrbita                                              | Operacional                                            |
| 21 de desembre 13:16    | Rússia - Soiuz-FG | Rússia - Soiuz-FG                                   | Kazakhstan - Baikonur Site 1/5                  | Kazakhstan - Baikonur Site 1/5                       | Rússia - Roskosmos                                     | Rússia - Roskosmos                                     |
| 21 de desembre 13:16    | Rússia - Soiuz TMA-03M | Roskosmos                                           | Òrbita terrestre baixa (ISS)                    | ISS Expedition 30/31                                 | En òrbita                                              | Operacional                                            |
| 22 de desembre 03:26    | Xina - Llarga Marxa 4B | Xina - Llarga Marxa 4B                              | Xina - Taiyuan LC-2                             | Xina - Taiyuan LC-2                                  | Xina - CNSA                                            | Xina - CNSA                                            |
| 22 de desembre 03:26    | Xina - Zi Yuan 1-02C | CNSA                                                | Òrbita baixa                                    | Observació de la Terra                               | En òrbita                                              | Operacional                                            |
| 23 de desembre 12:08    | Rússia - Soiuz-2.1b/Fregat | Rússia - Soiuz-2.1b/Fregat                          | Rússia - Plesetsk Site 43/4                     | Rússia - Plesetsk Site 43/4                          | Rússia - VKO                                           | Rússia - VKO                                           |
| 23 de desembre 12:08    | Rússia - Meridian 5 | VKO                                                 | Destinat: Molnia                                | Comunicacions                                        | 23 de desembre                                         | Error de llançament                                    |
| 23 de desembre 12:08    | Hi va haver un malfuncionament en la tercera etapa del motor, 421 segons després del llançament, no va assolir l'òrbita; primer llançament de la Russian Aerospace Defence Forces |                                                     |                                                 |                                                      |                                                        |                                                        |
| 23 de desembre          | Rússia - RSM-56 Bulava | Rússia - RSM-56 Bulava                              | Rússia - K-535 Yuri Dolgorukiy, Mar Blanca      | Rússia - K-535 Yuri Dolgorukiy, Mar Blanca           | Rússia - VMF                                           | Rússia - VMF                                           |
| 23 de desembre          | | VMF                                                 | Suborbital                                      | Prova de míssils                                     | 23 de desembre                                         | Reeixit                                                |
| 23 de desembre          | Rússia - RSM-56 Bulava | Rússia - RSM-56 Bulava                              | Rússia - K-535 Yuri Dolgorukiy, Mar Blanca      | Rússia - K-535 Yuri Dolgorukiy, Mar Blanca           | Rússia - VMF                                           | Rússia - VMF                                           |
| 23 de desembre          | | VMF                                                 | Suborbital                                      | Prova de míssils                                     | 23 de desembre                                         | Reeixit                                                |
| 27 de desembre 12:00    | Rússia - RS-18 UR-100N | Rússia - RS-18 UR-100N                              | Kazakhstan - Baikonur                           | Kazakhstan - Baikonur                                | Rússia - RVSN                                          | Rússia - RVSN                                          |
| 27 de desembre 12:00    | | RVSN                                                | Suborbital                                      | Prova de míssils                                     | 27 de desembre                                         | Reeixit                                                |
| 28 de desembre 17:09    | Rússia - Soiuz-2.1a/Fregat | Rússia - Soiuz-2.1a/Fregat                          | Kazakhstan - Baikonur Site 31/6                 | Kazakhstan - Baikonur Site 31/6                      | Europa Rússia - Starsem                                | Europa Rússia - Starsem                                |
| 28 de desembre 17:09    | Estats Units - Globalstar M080 | Globalstar                                          | Òrbita baixa                                    | Comunicacions                                        | En òrbita                                              | Operacional                                            |
| 28 de desembre 17:09    | Estats Units - Globalstar M082 | Globalstar                                          | Òrbita baixa                                    | Comunicacions                                        | En òrbita                                              | Operacional                                            |
| 28 de desembre 17:09    | Estats Units - Globalstar M084 | Globalstar                                          | Òrbita baixa                                    | Comunicacions                                        | En òrbita                                              | Operacional                                            |
| 28 de desembre 17:09    | Estats Units - Globalstar M086 | Globalstar                                          | Òrbita baixa                                    | Comunicacions                                        | En òrbita                                              | Operacional                                            |
| 28 de desembre 17:09    | Estats Units - Globalstar M090 | Globalstar                                          | Òrbita baixa                                    | Comunicacions                                        | En òrbita                                              | Operacional                                            |
| 28 de desembre 17:09    | Estats Units - Globalstar M092 | Globalstar                                          | Òrbita baixa                                    | Comunicacions                                        | En òrbita                                              | Operacional                                            |
| ?                       | Estats Units - UGM-133 Trident II D5 | Estats Units - UGM-133 Trident II D5                | Estats Units - USS ?, Oceà Pacífic              | Estats Units - USS ?, Oceà Pacífic                   | Estats Units - Marina dels Estats Units d'Amèrica      | Estats Units - Marina dels Estats Units d'Amèrica      |
| ?                       | | Marina dels Estats Units d'Amèrica                  | Suborbital                                      | Prova de míssils                                     | ?                                                      | Reeixit                                                |
| ?                       | Seguiment del Commander's Evaluation Test 44 |                                                     |                                                 |                                                      |                                                        |                                                        |

## Encontres espacials
| Data (GMT)     | Nau espacial    | Esdeveniment                                                                     | Comentaris |
| -------------- | --------------- | -------------------------------------------------------------------------------- | --- |
| 9 de gener     | Mars Express    | Sobrevol de Fobos                                                                | Apropament màxim: 100 km. El Mars Express va realitzar un total de 8 sobrevols a Phobos a una distància de menys de 1400 km, entre el 20 de desembre i el 16 de gener.                                                              |
| 9 de gener     | Artemis P1      | La nau va deixar l'òrbita del LL2 i es va unir al Artemis P2 en l'òrbita del LL1 | |
| 11 de gener    | Cassini         | 3r sobrevol de Rea                                                               | Apropament màxim: 76 km |
| 15 de febrer   | Stardust (NExT) | Sobrevol del Tempel 1                                                            | Apropament màxim: 181 km. Es van observar els canvis des del sobrevol del Deep Impact i es va fotografiar el cràter creat pel Deep Impact impactor, així com un nou terreny.                                                        |
| 18 de febrer   | Cassini         | 74è sobrevol de Tità                                                             | Apropament màxim: 3651 km |
| 18 de març     | MESSENGER       | Injecció en òrbita mercurocèntrica                                               | Primer satèl·lit artificial de Mercuri; una òrbita el·líptica amb una periàpside de 200 quilòmeters i una apoàpside de 15000 km. |
| 19 d'abril     | Cassini         | 75è sobrevol de Tità                                                             | Apropament màxim: 10053 km |
| 8 de maig      | Cassini         | 76è sobrevol de Tità                                                             | Apropament màxim: 1873 km |
| 20 de juny     | Cassini         | 77è sobrevol de Tità                                                             | Apropament màxim: 1359 km |
| 27 de juny     | Artemis P1      | Inserció d'òrbita lunar                                                          | Els paràmetres orbitals inicials van ser: Apogeu 3543 km, perigeu 27000 km. Durant els següents tres mesos, l'òrbita es va reduir a un apogeu de 97 km i un perigeu de 18000 km, amb una inclinació de 20 graus; òrbita retrògrada. |
| 16 de juliol   | Dawn            | Injecció en òrbita vestiocèntrica                                                | Primer satèl·lit artificial de 4 Vesta. L'òrbita inicial era 16000 km d'altura i es va reduir a 2700 km fins l'11 d'agost. |
| 17 de juliol   | Artemis P2      | Inserció en òrbita lunar                                                         | Els paràmetres orbitals inicials van ser: Artemis P1. Durant els següents tres mesos, l'òrbita es va reduir a un apogeu de 97 km i un perigeu de 18000 km, amb una inclinació de 20 graus; òrbita retrògrada.                       |
| 25 d'agost     | Cassini         | Segon sobrevol més proper a Hiperió                                              | Apropament màxim: 25000 km |
| 12 de setembre | Cassini         | 78è sobrevol de Tità                                                             | Apropament màxim: 5821 km |
| 16 de setembre | Cassini         | Sobrevol a Hiperió                                                               | Apropament màxim: 58000 km |
| 1 d'octubre    | Cassini         | 14è sobrevol a Encèlad                                                           | Apropament màxim: 99 km |
| 19 d'octubre   | Cassini         | 15è sobrevol d'Encèlad                                                           | Apropament màxim: 1231 km |
| 6 de novembre  | Cassini         | 16è sobrevol d'Encèlad                                                           | Apropament màxim: 496 km |
| 12 de desembre | Cassini         | 3r sobrevol de Dione                                                             | Apropament màxim: 99 km |
| 13 de desembre | Cassini         | 79è sobrevol de Tità                                                             | Apropament màxim: 3586 km |
| 31 de desembre | GRAIL-A         | Inserció en òrbita lunar                                                         | La inserció del Grail-B va ocórrer un dia després, l'1 de gener de 2012. |

## EVAs
| Inici Data/Hora    | Duració           | Hora Finalització | Nau espacial            | Tripulació                                                       | Comentaris |  |
| ------------------ | ----------------- | ----------------- | ----------------------- | ---------------------------------------------------------------- | --- |  |
| 21 de gener 10:05  | 5 hores 23 minuts | 15:49             | Expedition 26 ISS Pirs  | Rússia - Dmitri Kondratyev · Rússia - Oleg Skrípotxka            | Es va preparar el mòdul ISS Poisk per a futurs acoblaments. |  |
| 16 de febrer 13:15 | 6 hores 23 minuts | 18:15             | Expedition 26 ISS Pirs  | Rússia - Dmitri Kondratyev · Rússia - Oleg Skrípotxka            | S'instal·la una antena de ràdio, es desplega un nanosatèl·lit, s'instal·len dos experiments i es va recuperar dos panells d'exposició en un tercer experiment. |  |
| 28 de febrer 15:46 | 6 hores 34 minuts | 22:20             | STS-133 ISS Quest       | Estats Units - Stephen Bowen · Estats Units - Alvin Drew         | Es va treure una bomba de refrigeració avariada i col·locar un cable d'extensió. |  |
| 2 de març 15:41    | 6 hores 14 minuts | 21:55             | STS-133 ISS Quest       | Estats Units - Stephen Bowen · Estats Units - Alvin Drew         | Es va treure o reparar l'aïllament tèrmic, es va intercanviar un suport de fixació al mòdul Columbus, es va instal·lar un sistema de càmera al Dextre i es va instal·lar una llum en el carro de càrrega. |  |
| 20 de maig 07:10   | 6 hores 19 minuts | 13:29             | STS-134 ISS Quest       | Estats Units - Andrew Feustel · Estats Units - Gregory Chamitoff | Es va completar la instal·lació d'un nou conjunt d'experiments MISSE, es va començar a instal·lar un nou sistema de vídeo sense fils, un pont d'amoníac, una nova llum sobre el carro del CETAen el segment de l'armadura S3, i una coberta a estribord del SARJ. |  |
| 22 de maig 06:05   | 8 hores 07 minuts | 14:12             | STS-134 ISS Quest       | Estats Units - Andrew Feustel · Estats Units - Michael Fincke    | Connectat un pont per transferir d'amoníac al Port 6 PVTCS, es va lubricar el SARJ i una de les "mans" en el Dextre, i es va instal·lar un feix d'estiba en l'armadura del S1. |  |
| 25 de maig 05:43   | 6 hores 54 minuts | 12:37             | STS-134 ISS Quest       | Estats Units - Andrew Feustel · Estats Units - Michael Fincke    | Es va instal·lar el PDGF (excepte els cables de dades), es van col·locar cables d'alimentació del Unity al Zarya, finalitzada la instal·lació de vídeo sense fils, es va prendre fotografies dels propulsors del Zarya i es va capturar un video d'infraroig d'un experiment en el ELC 3. |  |
| 27 de maig 04:15   | 7 hores 24 minuts | 11:39             | STS-134 ISS Quest       | Estats Units - Gregory Chamitoff · Estats Units - Mike Fincke    | Es va instal·lar el OBSS en l'armadura del S1, es va eliminar el EFGF i es va reemplaçar amb un recanvi del PDGF, i es van llançar un parell dels perns que subjectaven el braç de recanvi per Dextre avall contra el ELC 3. Caminada espacial final del transborador |  |
| 12 de juliol 13:22 | 6 hores 31 minuts | 19:53             | Expedition 28 ISS Quest | Estats Units - Ronald Garan · Estats Units - Michael Fossum      | Es mou una bomba de refrigeració des de l'estació fins al transbordador Atlantis, transferit un aparell d'abastiment de combustible robòtic de la llançadora a la ISS, instal·lat un experiment de ciència dels materials en l'armadura de l'estació, un accessori de servei del braç del robot adjunt, una coberta tèrmica sense usar al port PMA-3, i es fixa un filferro que sobresurt en un accessori de força sobre el mòdul Zarya. |  |
| 3 d'agost 14:51    | 6 hores 22 minuts | 21:22             | Expedition 28 ISS Pirs  | Rússia - Sergei Vólkov · Rússia - Aleksandr Samokutyayev         | Es llança el satèl·lit Kedr, instal·lat l'experiment BIORISK a l'exterior del Pirs, i instal·lat un equip de comunicació làser per transmetre dades científiques des del segment orbital rus. |  |

## Resum de llançaments orbitals

### Per país
| País                                    | Llançaments | Reeixits | Errors | Errors parcials | Comentaris |
| --------------------------------------- | ----------- | -------- | ------ | --------------- | --- |
| Europa                                  | 5           | 5        | 0      | 0               | |
| Índia                                   | 3           | 3        | 0      | 0               | |
| Iran                                    | 1           | 1        | 0      | 0               | |
| Japó                                    | 3           | 3        | 0      | 0               | |
| República Popular de la Xina            | 19          | 18       | 1      | 0               | |
| Rússia/ Comunitat d'Estats Independents | 35          | 31       | 4      | 0               | Inclou el Sea Launch, Land Launch i Soiuz des de Kourou. El Fobos-Grunt es va llançar amb èxit, però va tenir problemes després del llançament |
| Estats Units                            | 18          | 17       | 1      | 0               | |

### Per coet

#### Per família
| Família                | País                         | Llançaments | Reeixits | Errors | Errors parcials | Comentaris |
| ---------------------- | ---------------------------- | ----------- | -------- | ------ | --------------- | ---------- |
| Ariane                 | Europa                       | 5           | 5        | 0      | 0               |            |
| Atlas                  | Estats Units                 | 5           | 5        | 0      | 0               |            |
| Delta                  | Estats Units                 | 6           | 6        | 0      | 0               |            |
| Enérguia               | Ucraïna/ Rússia              | 5           | 5        | 0      | 0               |            |
| H-II                   | Japó                         | 3           | 3        | 0      | 0               |            |
| Llarga Marxa           | República Popular de la Xina | 19          | 18       | 1      | 0               |            |
| Minotaur               | Estats Units                 | 3           | 3        | 0      | 0               |            |
| R-7                    | Rússia                       | 19          | 17       | 2      | 0               |            |
| R-36                   | Ucraïna                      | 1           | 1        | 0      | 0               |            |
| Safir                  | Iran                         | 1           | 1        | 0      | 0               |            |
| SLV                    | Índia                        | 3           | 3        | 0      | 0               |            |
| Transbordador espacial | Estats Units                 | 3           | 3        | 0      | 0               | Retirat    |
| Pegasus                | Estats Units                 | 1           | 0        | 1      | 0               |            |
| Universal Rocket       | Rússia                       | 10          | 8        | 2      | 0               |            |

#### Per tipus
| Coet                   | País                         | Família                | Llançaments | Reeixits | Errors | Errors parcials | Comentaris |
| ---------------------- | ---------------------------- | ---------------------- | ----------- | -------- | ------ | --------------- | ---------- |
| Ariane 5               | Europa                       | Ariane                 | 5           | 5        | 0      | 0               |            |
| Atlas V                | Estats Units                 | Atlas                  | 5           | 5        | 0      | 0               |            |
| Delta II               | Estats Units                 | Delta                  | 3           | 3        | 0      | 0               |            |
| Delta IV               | Estats Units                 | Delta                  | 3           | 3        | 0      | 0               |            |
| Dnepr                  | Ucraïna                      | R-36                   | 1           | 1        | 0      | 0               |            |
| H-IIA                  | Japó                         | H-II                   | 2           | 2        | 0      | 0               |            |
| H-IIB                  | Japó                         | H-II                   | 1           | 1        | 0      | 0               |            |
| Llarga Marxa 2         | República Popular de la Xina | Llarga Marxa           | 7           | 6        | 1      | 0               |            |
| Llarga Marxa 3         | República Popular de la Xina | Llarga Marxa           | 9           | 9        | 0      | 0               |            |
| Llarga Marxa 4         | República Popular de la Xina | Llarga Marxa           | 3           | 3        | 0      | 0               |            |
| Minotaur I             | Estats Units                 | Minotaur               | 2           | 2        | 0      | 0               |            |
| Minotaur IV            | Estats Units                 | Minotaur               | 1           | 1        | 0      | 0               |            |
| PSLV                   | Índia                        | SLV                    | 3           | 3        | 0      | 0               |            |
| Proton                 | Rússia                       | Universal Rocket       | 9           | 8        | 1      | 0               |            |
| Safir                  | Iran                         | Safir                  | 1           | 1        | 0      | 0               |            |
| Soiuz                  | Rússia                       | R-7                    | 19          | 17       | 2      | 0               |            |
| Transbordador espacial | Estats Units                 | Transbordador espacial | 3           | 3        | 0      | 0               | Retirat    |
| UR-100                 | Rússia                       | Universal Rocket       | 1           | 0        | 1      | 0               |            |
| Taurus                 | Estats Units                 | Pegasus                | 1           | 0        | 1      | 0               |            |
| Zenit                  | Ucraïna                      | Enérguia               | 5           | 5        | 0      | 0               |            |

#### Per configuració
| Coet                   | País                         | Tipus                  | Llançaments | Reeixits | Errors | Errors parcials | Comentaris    |
| ---------------------- | ---------------------------- | ---------------------- | ----------- | -------- | ------ | --------------- | ------------- |
| Ariane 5ECA            | Europa                       | Ariane 5               | 4           | 4        | 0      | 0               |               |
| Ariane 5ES             | Europa                       | Ariane 5               | 1           | 1        | 0      | 0               |               |
| Atlas V 401            | Estats Units                 | Atlas V                | 1           | 1        | 0      | 0               |               |
| Atlas V 411            | Estats Units                 | Atlas V                | 1           | 1        | 0      | 0               |               |
| Atlas V 501            | Estats Units                 | Atlas V                | 1           | 1        | 0      | 0               |               |
| Atlas V 541            | Estats Units                 | Atlas V                | 1           | 1        | 0      | 0               |               |
| Atlas V 551            | Estats Units                 | Atlas V                | 1           | 1        | 0      | 0               |               |
| Delta II 7920          | Estats Units                 | Delta II               | 1           | 1        | 0      | 0               |               |
| Delta II 7920H         | Estats Units                 | Delta II               | 1           | 1        | 0      | 0               | Retirat       |
| Delta II 7320          | Estats Units                 | Delta II               | 1           | 1        | 0      | 0               |               |
| Delta IV Medium+ (4,2) | Estats Units                 | Delta IV               | 2           | 2        | 0      | 0               |               |
| Delta IV-H             | Estats Units                 | Delta IV               | 1           | 1        | 0      | 0               |               |
| Dnepr-1                | Ucraïna                      | Dnepr                  | 1           | 1        | 0      | 0               |               |
| H-IIA 202              | Japó                         | H-IIA                  | 2           | 2        | 0      | 0               |               |
| H-IIB                  | Japó                         | H-IIB                  | 1           | 1        | 0      | 0               |               |
| Llarga Marxa 2C        | República Popular de la Xina | Llarga Marxa 2         | 4           | 3        | 1      | 0               |               |
| Llarga Marxa 2D        | República Popular de la Xina | Llarga Marxa 2         | 1           | 1        | 0      | 0               |               |
| Llarga Marxa 2F/G      | República Popular de la Xina | Llarga Marxa 2         | 2           | 2        | 0      | 0               | Vol inaugural |
| Llarga Marxa 3A        | República Popular de la Xina | Llarga Marxa 3         | 3           | 3        | 0      | 0               |               |
| Llarga Marxa 3B        | República Popular de la Xina | Llarga Marxa 3         | 5           | 5        | 0      | 0               |               |
| Llarga Marxa 3C        | República Popular de la Xina | Llarga Marxa 3         | 1           | 1        | 0      | 0               |               |
| Llarga Marxa 4B        | República Popular de la Xina | Llarga Marxa 4         | 3           | 3        | 0      | 0               |               |
| Minotaur I             | Estats Units                 | Minotaur I             | 2           | 2        | 0      | 0               |               |
| Minotaur IV+           | Estats Units                 | Minotaur IV            | 1           | 1        | 0      | 0               |               |
| PSLV                   | Índia                        | PSLV                   | 1           | 1        | 0      | 0               |               |
| PSLV-CA                | Índia                        | PSLV                   | 1           | 1        | 0      | 0               |               |
| PSLV-XL                | Índia                        | PSLV                   | 1           | 1        | 0      | 0               |               |
| Proton-M/Briz-M        | Rússia                       | Proton                 | 9           | 8        | 1      | 0               |               |
| Rókot/Briz-KM          | Rússia                       | UR-100                 | 1           | 0        | 1      | 0               |               |
| Safir-B                | Iran                         | Safir                  | 1           | 1        | 0      | 0               |               |
| Soiuz-2.1a/Fregat      | Rússia                       | Soiuz                  | 4           | 4        | 0      | 0               |               |
| Soiuz-2.1b/Fregat      | Rússia                       | Soiuz                  | 5           | 4        | 1      | 0               |               |
| Soiuz-FG               | Rússia                       | Soiuz                  | 4           | 4        | 0      | 0               |               |
| Soiuz-U                | Rússia                       | Soiuz                  | 6           | 5        | 1      | 0               |               |
| Transbordador espacial | Estats Units                 | Transbordador espacial | 3           | 3        | 0      | 0               | Retirat       |
| Taurus-XL              | Estats Units                 | Taurus                 | 1           | 0        | 1      | 0               |               |
| Zenit-2M               | Ucraïna/ Rússia              | Zenit                  | 1           | 1        | 0      | 0               |               |
| Zenit-3F               | Ucraïna/ Rússia              | Zenit                  | 2           | 2        | 0      | 0               | Vol inaugural |
| Zenit-3SL              | Ucraïna/ Rússia              | Zenit                  | 1           | 1        | 0      | 0               |               |
| Zenit-3SLB             | Ucraïna/ Rússia              | Zenit                  | 1           | 1        | 0      | 0               |               |

### Per zona de llançament
| Lloc                  | País                           | Llançaments | Reeixits | Errors | Errors parcials | Comentaris |
| --------------------- | ------------------------------ | ----------- | -------- | ------ | --------------- | ---------- |
| Baikonur              | Kazakhstan                     | 25          | 23       | 2      | 0               |            |
| Cape Canaveral        | Estats Units                   | 7           | 7        | 0      | 0               |            |
| Dombarovsky           | Rússia                         | 1           | 1        | 0      | 0               |            |
| Kourou                | França                         | 7           | 7        | 0      | 0               |            |
| Jiuquan               | República Popular de la Xina   | 6           | 5        | 1      | 0               |            |
| Kennedy Space Center  | Estats Units                   | 3           | 3        | 0      | 0               |            |
| Kodiak Launch Complex | Estats Units                   | 1           | 1        | 0      | 0               |            |
| MARS                  | Estats Units                   | 1           | 1        | 0      | 0               |            |
| Ocean Odyssey         | Nacions Unides - Internacional | 1           | 1        | 0      | 0               |            |
| Plesetsk              | Rússia                         | 6           | 4        | 2      | 0               |            |
| Satish Dhawan         | Índia                          | 3           | 3        | 0      | 0               |            |
| Semnan                | Iran                           | 1           | 1        | 0      | 0               |            |
| Tanegashima           | Japó                           | 3           | 3        | 0      | 0               |            |
| Taiyuan               | República Popular de la Xina   | 4           | 4        | 0      | 0               |            |
| Vandenberg            | Estats Units                   | 6           | 5        | 1      | 0               |            |
| Xichang               | República Popular de la Xina   | 9           | 9        | 0      | 0               |            |

### Per òrbita
| Règim orbital             | Llançaments | Reeixits | Errors | Aconseguits Accidentalment | Comentaris                                      |
| ------------------------- | ----------- | -------- | ------ | -------------------------- | ----------------------------------------------- |
| Òrbita baixa              | 43          | 39       | 4      | 0                          | 14 cap a l'ISS                                  |
| Òrbita mitjana            | 7           | 7        | 0      | 0                          |                                                 |
| Geosíncrona/Transferència | 29          | 28       | 1      | 0                          |                                                 |
| Òrbita alta               | 2           | 1        | 1      | 0                          |                                                 |
| Òrbita heliocèntrica      | 3           | 3        | 0      | 0                          | Incloent-hi òrbites de transferència planetària |